# Hauptplatz Sitzendorf an der Schmida

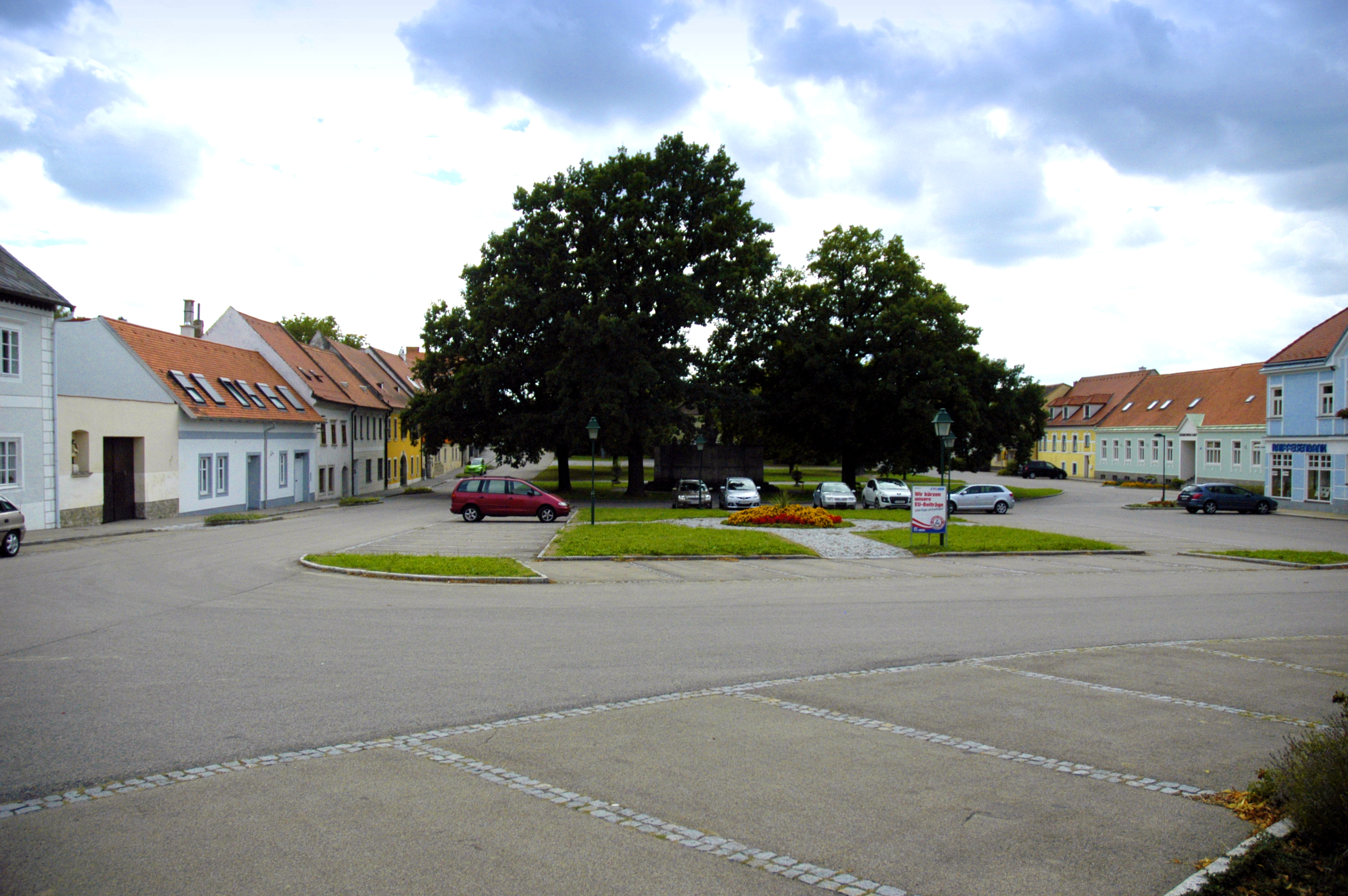
Der Hauptplatz / Ansicht von Norden

Der Hauptplatz in Sitzendorf an der Schmida ist von Gebäuden umgeben, die im Kern teilweise noch aus der Entstehungszeit des Platzes in der ersten Hälfte des 13. Jahrhunderts stammen.
Im 13. Jahrhundert traten als Lehnsherren die im benachbarten Waldviertel ansässigen, ursprünglich hochfreien Kuenringer auf. In die Zeit ihrer Herrschaft fällt der Bau einer Wasserburg sowie die Anlage des rechteckigen Hauptplatzes von Sitzendorf als neues Zentrum südlich der Kirche. Ob die Kuenringer selbst oder ihre adeligen Gefolgsleute, die Sitzendorfer, die Anlage des Platzes veranlasst haben, ist nicht überliefert.
Der weite, planmäßig angelegte Marktplatz (heute „Hauptplatz“) ist etwa 60 Meter breit und 170 Meter lang und von traufständigen Gebäuden in geschlossener Verbauung umgeben. Er wird durch vier in den Ecken einmündenden Straßen erschlossen. Die planmäßige Anlage hat ein klares Grundrissschema mit nahezu einheitlicher Parzellierung ergeben. Die einzelnen Parzellen sind längsrechteckig und grenzen mit einer der Schmalseiten an den Platz und mit der anderen an die ehemaligen Hintauswege (heute „Ziersdorfer Straße“ und „Am Berg“), die parallel zur Längsachse des Hauptplatzes verlaufen.
Die Doppelhakenhöfe am Hauptplatz waren Ackerbürgerhäuser oder dienten Handels- und Gewerbebetrieben als Standort. Die platzseitigen Mittel- oder Seitenflurhäuser sind durchwegs zweigeschoßig und hatten früher repräsentativen Charakter. Dahinter erstreckten sich Hofflügel und eine Querscheune mit Ausfahrt zum Hintausweg. Breitere Hausanlagen entstanden durch Zusammenlegungen insbesondere ab dem 18. Jahrhundert. Diese Disposition der Grundstücke mit den Hintauswegen erlaubte es, die Ackerbürgerhäuser und Betriebe im Ortszentrum anzusiedeln, während sie sonst oft am Rand des Ortsgebietes standen, damit die Ackerwagen und Fuhrwerke den sonstigen Verkehr nicht behinderten.
Die Verbauung im Bereich des Hauptplatzes entspricht seit der Anlage weitgehend der heutigen. Besonders seit Anfang des 19. Jahrhunderts hat es kaum noch Veränderungen gegeben, wie ein Vergleich des heutigen Katasterplanes mit dem Franziszeischen Kataster von 1823 zeigt.
Zwei Gebäude am Hauptplatz stehen unter Denkmalschutz, die Jugendstilvilla Wieninger und das ehemalige Bürgerspital.

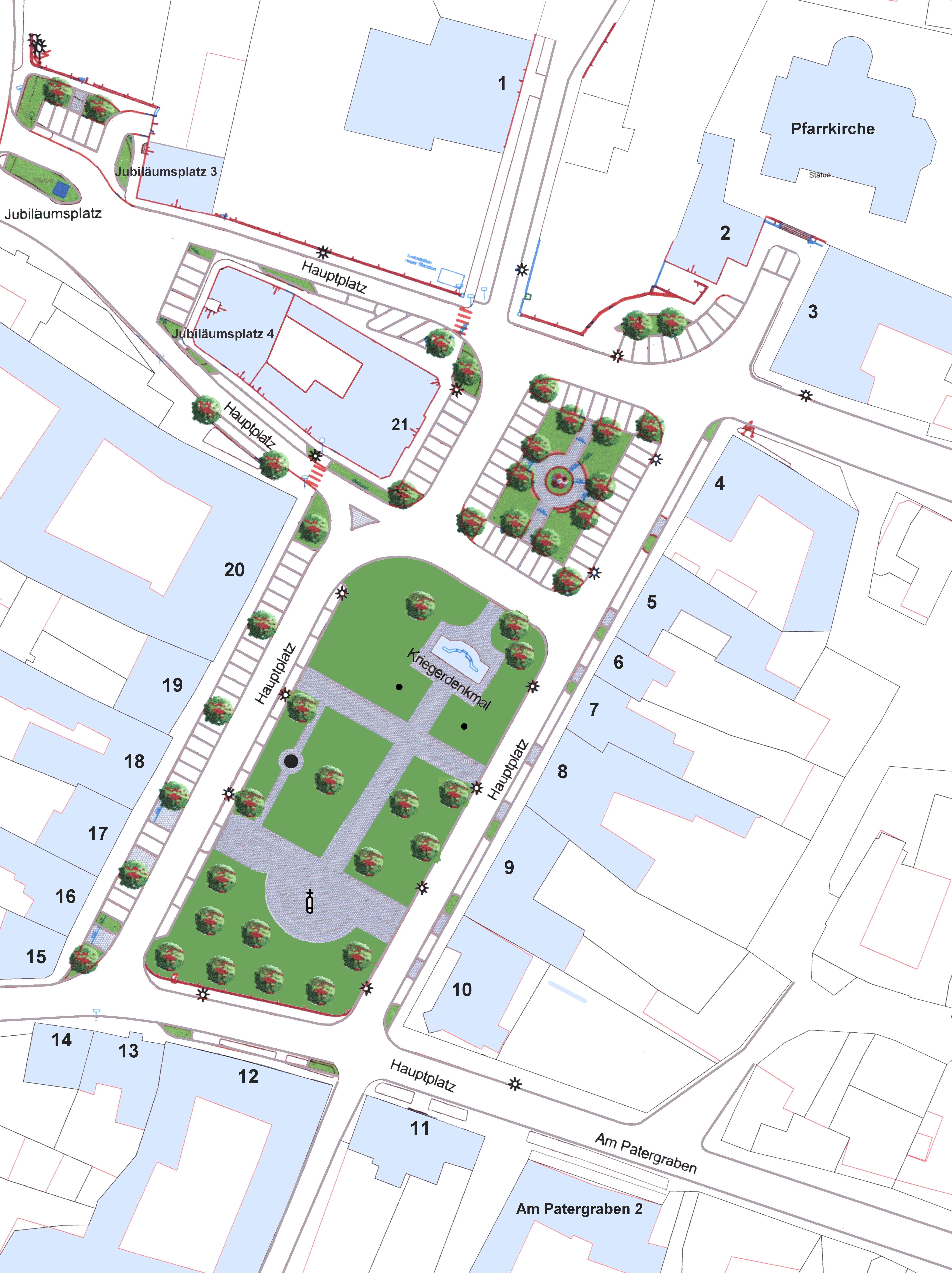
Der Hauptplatz von Sitzendorf nach dem heutigen Kataster

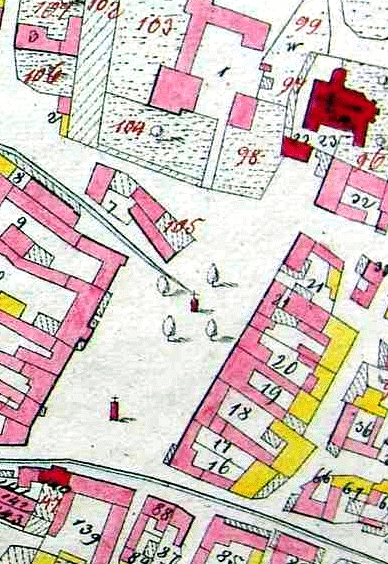
Der Hauptplatz von Sitzendorf im Franziszeischen Kataster von 1823

## Beschreibung der einzelnen Gebäude
Die Hausnummern beginnen an der Nordwestecke des Hauptplatzes und setzten sich im Uhrzeigersinn fort.

### Nr. 1: Neue Mittelschule, ehemals Herrschaftssitz

#### Geschichte

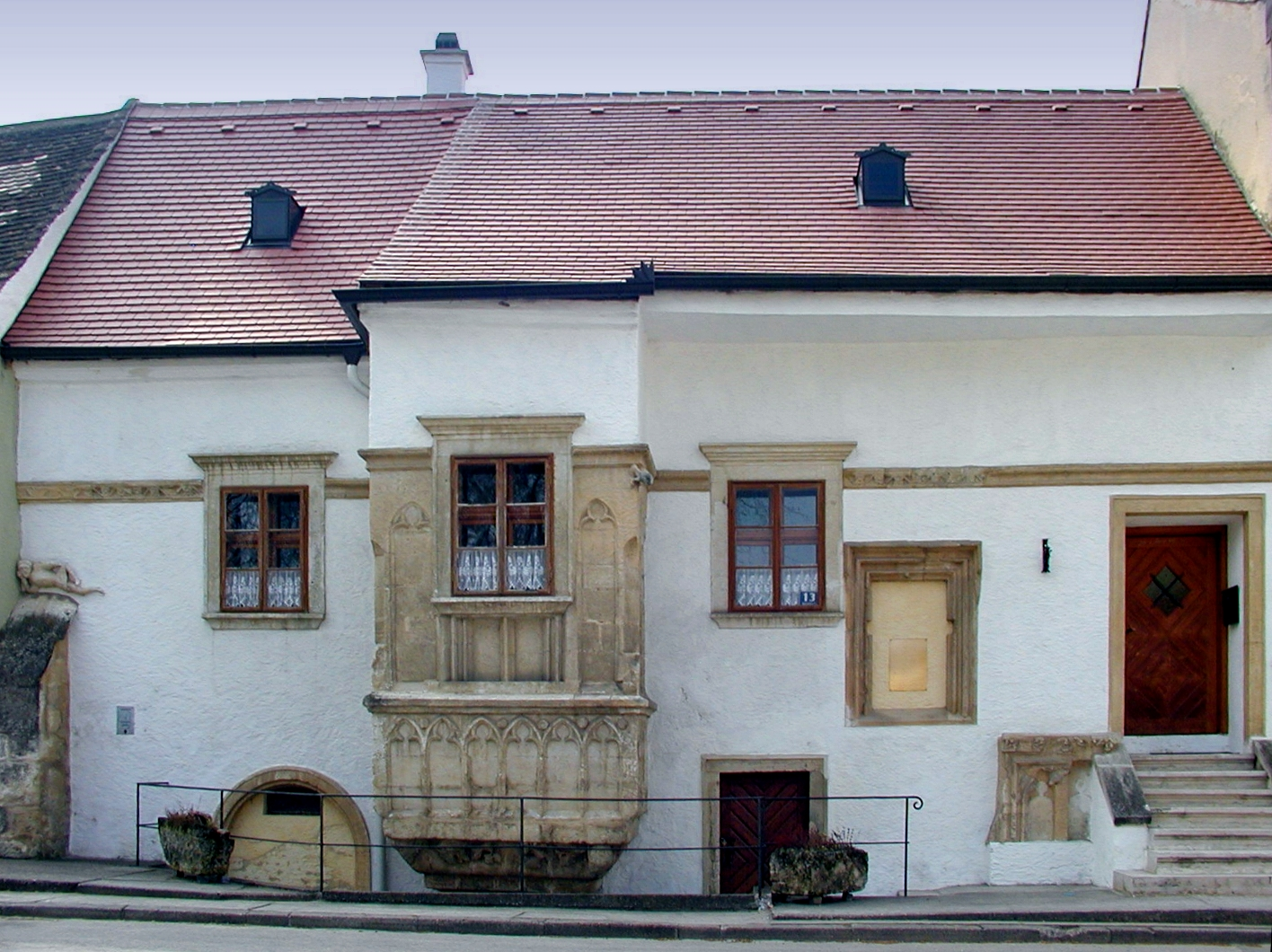
ehemaliges Bürgerspital

Den nordwestlichen Abschluss des Hauptplatzes bildet ein mächtiger freistehender Bau, der seit dem Jahre 1876 als Schule genutzt wird. Seine Geschichte reicht bis in das 13. Jahrhundert zurück, als an dieser Stelle eine Burg errichtet wurde, die von einem 25 Meter breiten Wassergraben umgeben war. Diese wurde im Jahre 1463 durch Kaiser Friedrich III. erobert und befand sich ab dem Jahre 1492 bis zu seinem Tod im Jahre 1504 im Besitz von Hanns von Wulfestorff. Im Jahre 1745 wurde die Burg wegen Baufälligkeit abgetragen und im Jahre 1765 mit einem Neubau eines Schlosses unter Einbeziehung erhalten gebliebener Teile der ehemaligen Zwingerbauten begonnen, von dem nur das westliche Drittel des geplanten Projektes zur Ausführung gelangte.

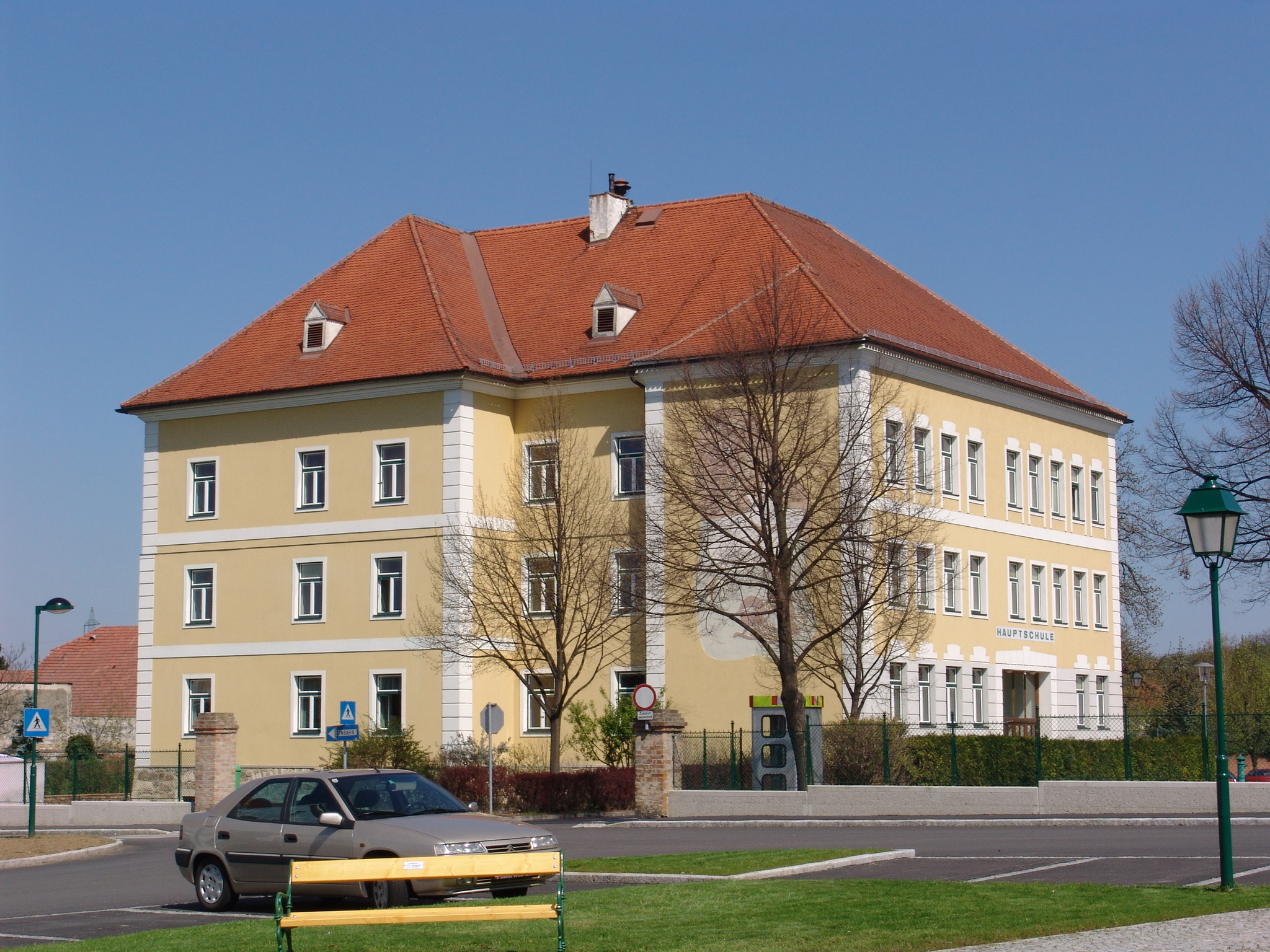
Das ehemalige Schloss

Bis zum Jahre 1876 wechselte das Schloss mehrmals die Besitzer und war vor diesem Zeitpunkt zuletzt im Besitz der Familie Dietrichstein. Nach Inkrafttreten des Reichsvolksschulgesetzes im Jahre 1869, das wegen der Ausweitung der Unterrichtspflicht von sechs auf acht Jahre eine Steigerung der Schülerzahlen zur Folge hatte, war das Schulhaus (heute Hauptplatz 2), zu klein geworden und die Gemeinde kaufte das leer stehende Schloss um darin eine geräumige Volksschule einzurichten. Die Adaptierung verzögerte sich, sodass die Übersiedlung der Schule erst im Jahre 1876 erfolgen konnte.
Im Jahre 1939 ergab sich mit der Installierung der Hauptschule neuerlich ein Platzproblem, das erst in den Jahren 1954 bis 1957 durch den dreigeschoßigen Erweiterungsbau im Osten beseitigt werden konnte. Dieser Erweiterungsbau führte zum Abbruch des Burgtores, das sich an der Stelle des Zubaues befunden hatte. Seit der Übersiedlung der Volks- und Sonderschule in ein neu errichtetes Schulgebäude im Jahre 1972 ist in dem Gebäude nur noch die Hauptschule untergebracht, die im Jahre 2014 in „Neue Mittelschule“ umbenannt wurde.

#### Das heutige Gebäude
Über einem aus Bruchsteinen und Sandsteinquadern gefügten geböschten Mauerwerk des Kellergeschoßes erhebt sich der dreigeschoßige Bau, dessen Bausubstanz zumindest teilweise aus dem späten Mittelalter stammt. Der westliche fünfachsige Gebäudeteil mit den drei nach Süden vorspringenden Fensterachsen stellt die Bausubstanz des Schlosses aus der zweiten Hälfte des 18. Jahrhunderts dar. Nach Osten hin erstreckt sich der Erweiterungsbau aus der Mitte des 20. Jahrhunderts mit neun Fensterachsen und einem großen Rechteckportal im Osten. An der fensterlosen Südfassade des Erweiterungsbaus ist eine Sonnenuhr umgeben von einer Fassadenmalerei mit bäuerlichen Motiven.
Die Fassade ist durch Gesimsbänder und Eckquaderung gegliedert, die bei einer Fassadenneugestaltung im Jahre 1964 entstanden sind. Die Baukörper werden durch Walmdächer abgeschlossen unter denen sich ein umlaufendes Traufgesims mit Zahnschnitt befindet.
Teile des Kellers und des Erdgeschoßes mit Wandstärken von etwa 1,75 Metern werden durch eckige Stichkappen aus dem 17. Jahrhundert abgeschlossen. Tonnen mit tief einschneidenden Kappen, die noch aus der zweiten Hälfte des 16. Jahrhunderts stammen dürften, finden sich im Süd- und Westteil des Kellergeschoßes. Ein mittelalterlicher Durchgang mit Tonnengewölbe wird von einem dieser Gewölbe teilweise verbaut.

### Nr. 2: Wohnhaus, ehemals Pfarrhof, Wirtschaftsgebäude, Schulhaus und Geschäftshaus

#### Geschichte
Dieses Haus war ursprünglich durch einen dazwischen liegenden Gebäudeteil mit dem Haus Hauptplatz 3 verbunden und bildete mit diesem den ehemaligen Pfarrhof.

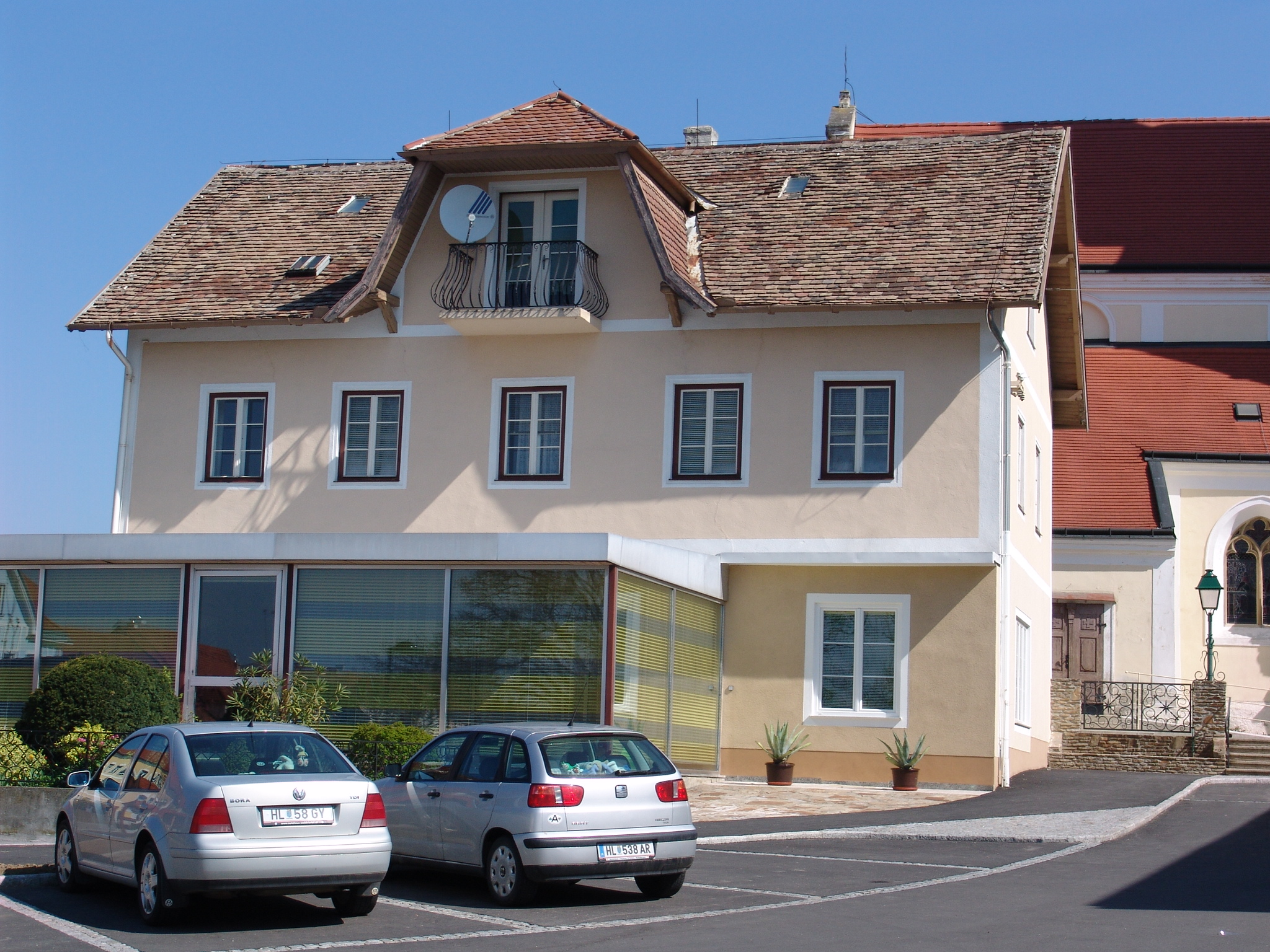
Hauptplatz 2

In der zweiten Hälfte des 16. Jahrhunderts gelangte der Gebäudekomplex in den Besitz der Rogendorfer, welche es zu Wirtschaftsgebäuden ausbauten. Nach Errichtung eines neuen Schüttkastens im Jahre 1788, der sich auf dem heutigen Areal des Lagerhauses nordöstlich des Ortsgebietes befindet, hatten die Wirtschaftsgebäude ihre Bedeutung als solche verloren und das Gebäude wurde ab dem Jahre 1795 als Schulhaus verwendet. Ungefähr zu dieser Zeit erfolgte der Abbruch des zwischen Hauptplatz 2 und 3 liegenden Gebäudeteiles, sodass die nördlich davon stehende Kirche einen direkten Zugang vom Hauptplatz aus erhielt.
Bis zum Jahre 1876 diente das Gebäude als Schule, dann gelangte es in den Besitz eines Kaufmannes, der es als Wohn- und Geschäftshaus adaptierte.

#### Das heutige Gebäude
Das Erscheinungsbild des zweigeschoßigen Gebäudes erhielt sein heutiges Aussehen durch verschiedene Umbauten, die im 20. Jahrhundert vorgenommen wurden. Das heutige fünfachsige Zwerchhaus hat ein Satteldach, das Zwerchdach ist als vorspringendes Walmdach ausgebildet, an den Seiten werden die aus der Dachschräge des Satteldaches hervortretenden Mauerteile an beiden Seiten durch steile über die Fassade hinausragende Pultdächer bedeckt. Unter dem Dachvorsprung des Zwerchdaches befindet sich ein Balkon mit Schmiedeeisengitter.
Im Erdgeschoß ist südseitig an der linken Seite der Fassade ein weit vorragender verglaster Vorbau mit Flachdach, der etwa zwei Drittel der Gebäudebreite einnimmt und als Geschäftslokal gedient hat.
Auf der Westseite des Gebäudes sind im Kellergeschoß mittelalterliche Fensteröffnungen erhalten.

### Nr. 3: Wohn- und Geschäftshaus, ehemals zum Teil Wirtschaftsgebäude

#### Geschichte
Die Geschichte des Hauses deckt sich weitgehend mit jener des gegenüber liegenden Hauses Hauptplatz 2 (siehe dort).

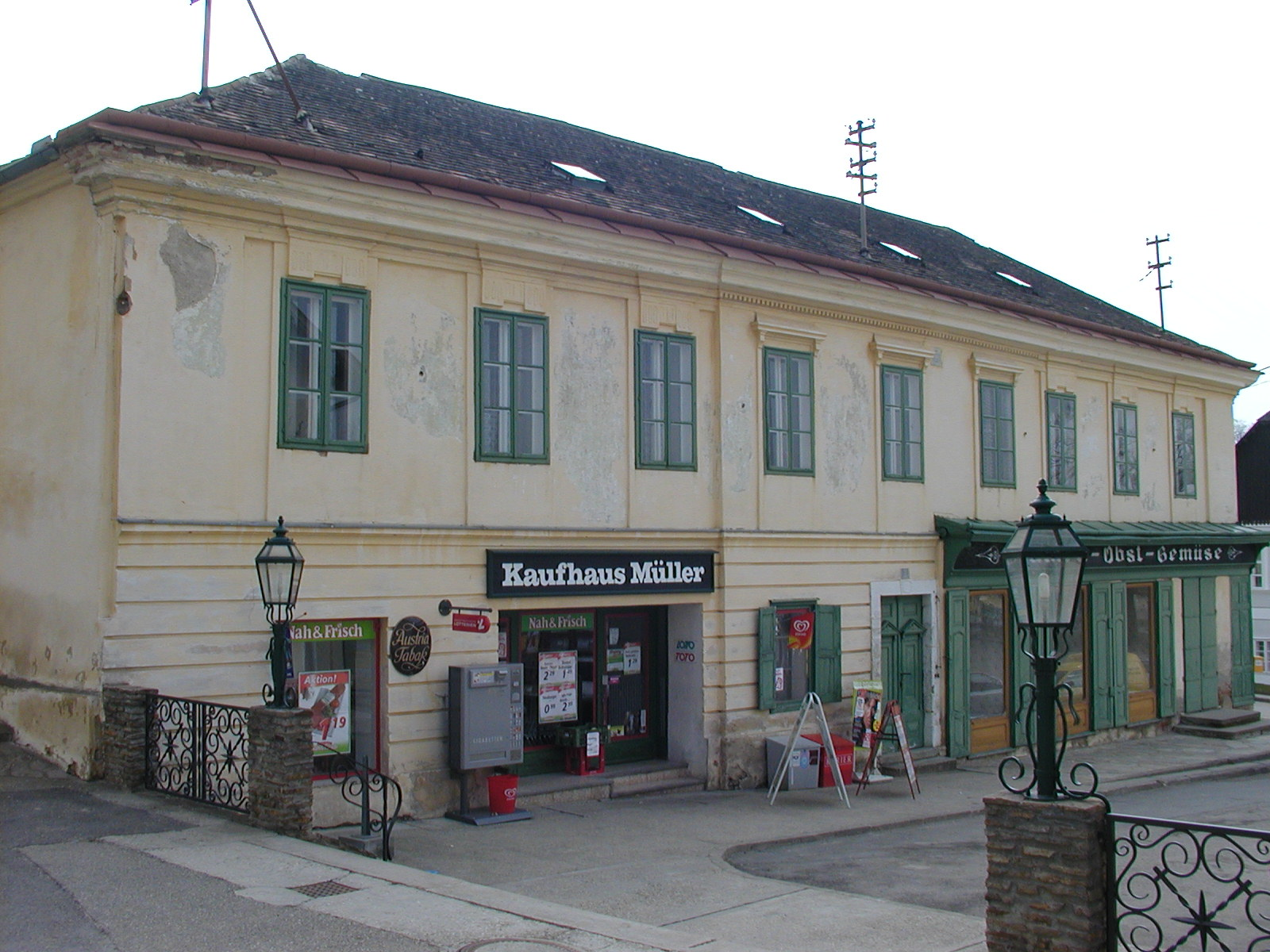
Hauptplatz 3

Die neunachsige Hauptfassade des dreiflügeligen zweigeschoßigen Gebäudekomplexes ist nach Westen ausgerichtet. Der Baukörper im Bereich der linken drei Fensterachsen ist der älteste Teil des Gebäudes und war ursprünglich durch den Ende des 18. Jahrhunderts abgetragenen Gebäudeteil mit dem gegenüber liegenden Haus Hauptplatz 2 verbunden. Die Roggendorfer verkauften es im Jahre 1790 an einen Kaufmann, der es nach Süden hin um weitere sechs Fensterachsen erweiterte.

#### Das heutige Gebäude
Die westliche Front des Gebäudes wird durch einen schmalen dreiachsigen Mittelrisalit und eine Plattenstilfassade mit genutetem Erdgeschoß aus dem Ende des 18. Jahrhunderts gegliedert. Das Gebäude hat Rechteckfenster mit schmalen Verdachungen im Obergeschoß im Bereich des Risalits. Ein Walmdach setzt über einem weit vorkragenden profilierten Traufgesims an. Rechts und links des rechteckigen Mittelportals sind Geschäftslokale. Das südliche Geschäft hat ein Kastenportal aus der Zeit um das Jahr 1900.
Nach Osten schließen an der Südseite Wohn- und Wirtschaftsgebäude und an der Nordseite der eigentliche zu Wohnzwecken adaptierte Kernbau an, der im Erdgeschoß mit einer Stichkappentonne aus der Zeit um 1575/1580 überwölbt ist. In den neueren Gebäudeteilen sind Flachdecken.
An der äußeren Hofmauer sind Kopfskulpturen eingemauert.

### Nr. 4: Wohnhaus, ehemals Priorat des Klosters Baumburg

#### Geschichte
Dieses Haus dürfte das älteste Gebäude des Marktes Sitzendorf sein. Zwischen dem Jahre 1241 und dem Inkrafttreten des Reichsdeputationshauptschlusses im Jahre 1803 hatte das Kloster Baumburg mit Unterbrechungen in der Reformationszeit das Patronatsrecht in Sitzendorf inne. Das Haus Hauptplatz 4 war damals Priorat des Klosters Baumburg.

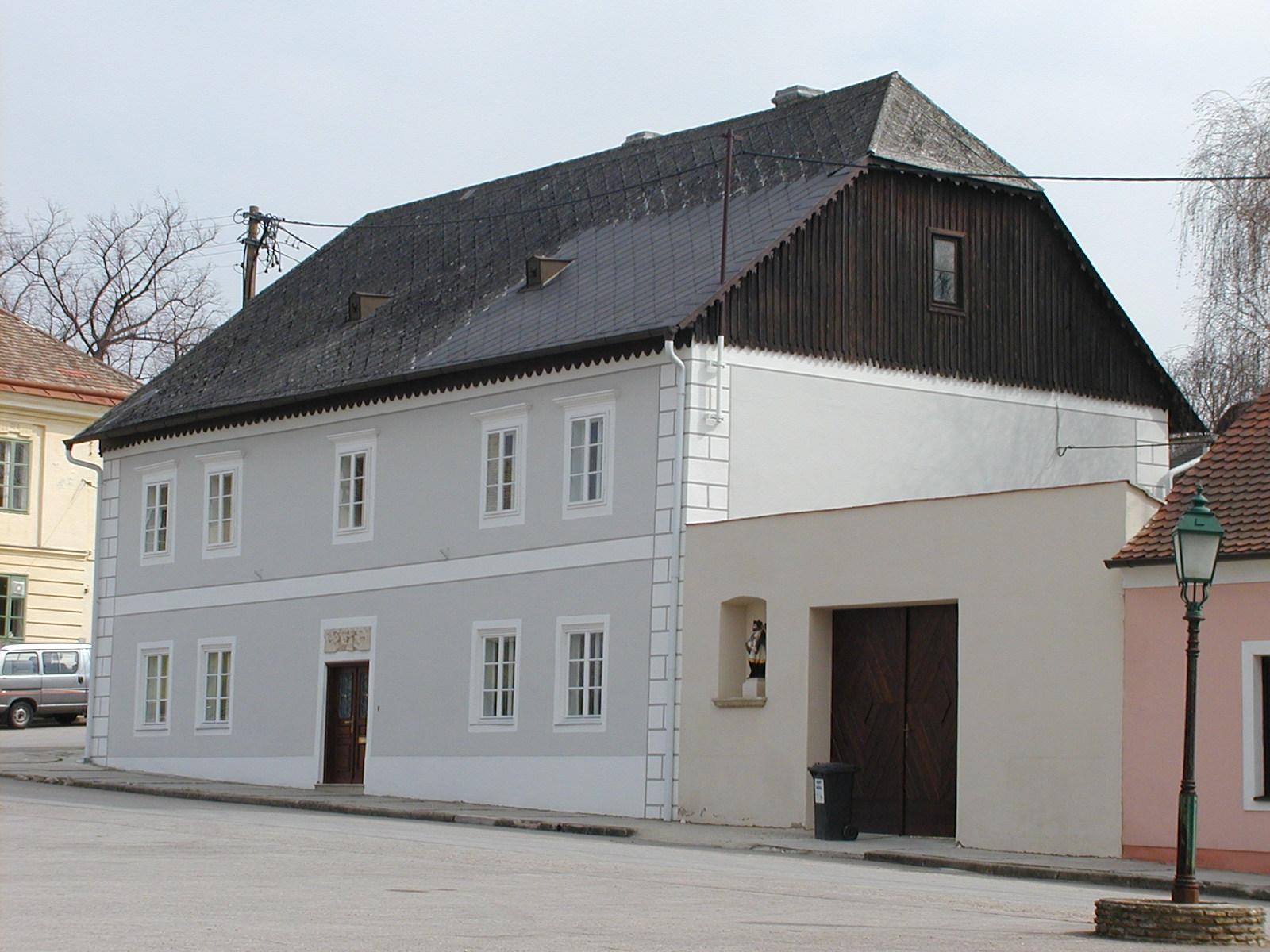
Hauptplatz 4

#### Das heutige Gebäude
Das fünfachsige zweigeschoßige Gebäude ist von den Restaurierungen im ersten Jahrzehnt des 21. Jahrhunderts geprägt. Die Fassade ist durch eine Eckquaderung, faschengerahmte Rechteckfenster mit Sohlbänken und profilierte Fensterverdachungen aus dem
17. Jahrhundert im Obergeschoß sowie ein in der mittleren Achse liegendes Rechteckportal gegliedert. Oberhalb dieses Portals befindet sich ein Steinrelief „Presentatio Christi“ aus dem Jahre 2003 von Oskar Höfinger. Das Gebäude hat ein Schopfwalmdach mit verbrettertem Giebel.
In einer Nische der südlich angrenzenden Tormauer steht als Leihgabe der Gemeinde eine Statue des heiligen Johannes Nepomuk aus der Mitte des 18. Jahrhunderts.
Im Norden schließt ein Wirtschaftstrakt (Hofflügel) rechtwinkelig an das Hauptgebäude an. Dieser und eine rückwärtige Scheune wurden in der zweiten Hälfte des 18. Jahrhunderts beziehungsweise am Anfang des 19. Jahrhunderts errichtet.
Ein Kreuzgratgewölbe im nördlich des Mittelflurs gelegenen Teil des Erdgeschoßes und ein Tonnengewölbe im rückwärtigen Teil des Hauses sind ebenso wie das aufgehende Mauerwerk aus sorgfältig gearbeiteten Sandsteinquadern gebaut, was für eine Entstehung im 13. Jahrhundert spricht.
Die südlich des Mittelflurs gelegenen Räume im Erdgeschoß haben flache barocke Putzschnittdecken, die nach der Rückgabe an das Kloster Baumburg im Zuge der Rekatholisierung nach der Reformation um das Jahr 1640 entstanden sind.
Vom Mittelflur führt eine Treppe ins Obergeschoß, das ebenfalls mehrere teilweise durch spätere Abmauerungen unterteilte Putzschnittdecken aufweist. Eine dieser Decken ist mit einem „IHS“ mit Kreuz, darunter befindlichem Herz und drei Nägeln verziert. Sie ist mit „MS 1723“ bezeichnet.

### Nr. 5: Wohnhaus, ehemals Nebengebäude von Hauptplatz 4, später Bäckerei

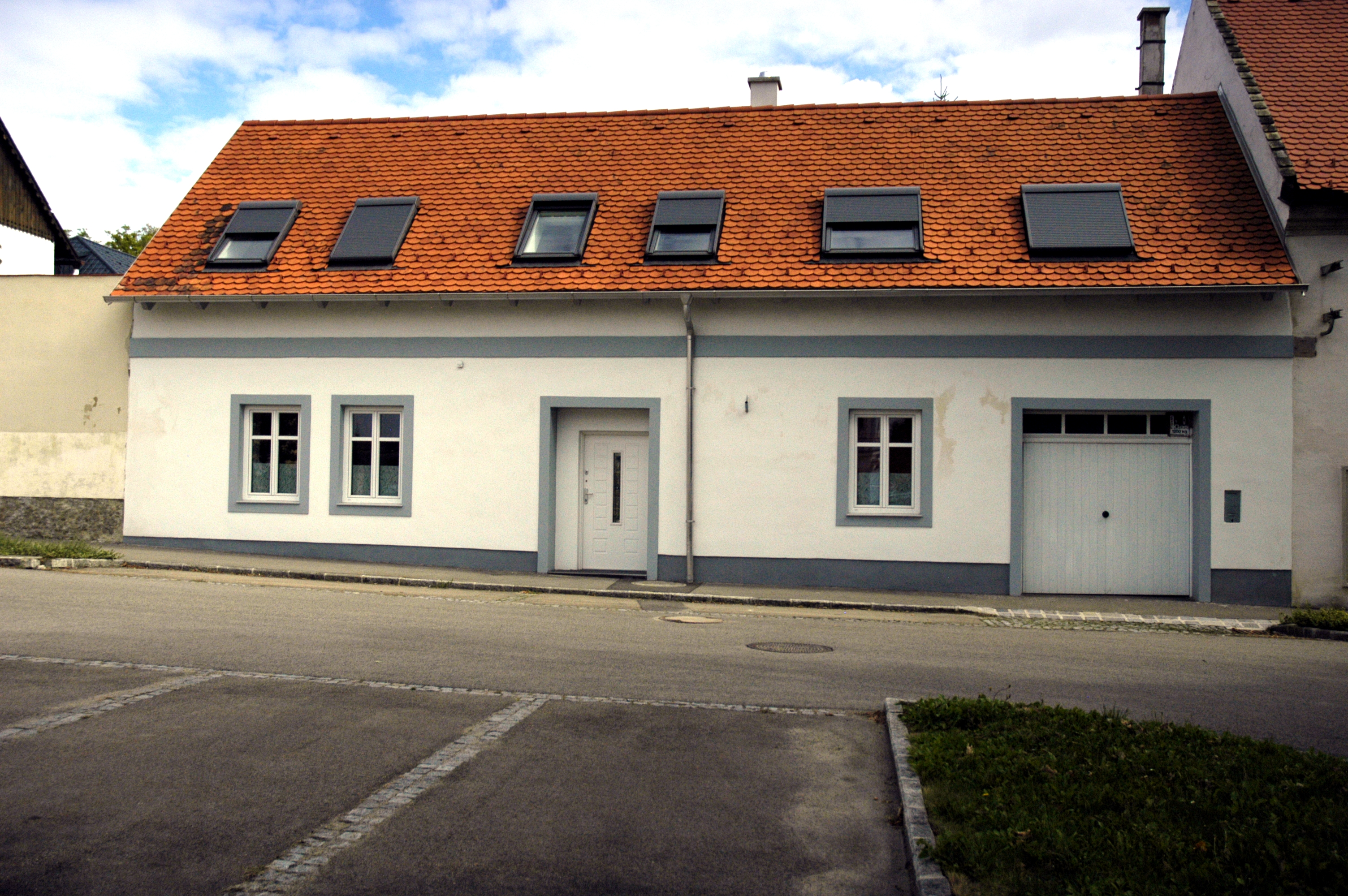
Hauptplatz 5

Die hakenförmige Parzelle gehörte ursprünglich zu jener von Hauptplatz 4. Die gleiche Katasternummer sowie die Verbindung der beiden Parzellen ist im Franziszeischen Kataster zu erkennen. Später dürfte das Gebäude eine Einheit mit Hauptplatz 6 und 7 gebildet habe, weil es im Erdgeschoß dieser Häuser vermauerte Durchgänge gibt.
Hier stand ursprünglich ein mächtiger zweigeschoßiger Bau. Es ist nicht bekannt, wann und warum dieser durch das heutige Gebäude ersetzt wurde. Seit dem Ende des 19. Jahrhunderts befand sich hier eine Bäckerei mit Geschäftsladen an der Hauptplatzfront und Backstube sowie weitere Räume, wie etwa ein Schlafraum für den Gesellen, in den Hoftrakten.
Nach der Schließung der Bäckerei wurde das Gebäude als Wohnhaus genutzt und Anfang des 21. Jahrhunderts komplett aus- und umgebaut.

### Nr. 6: Wohnhaus

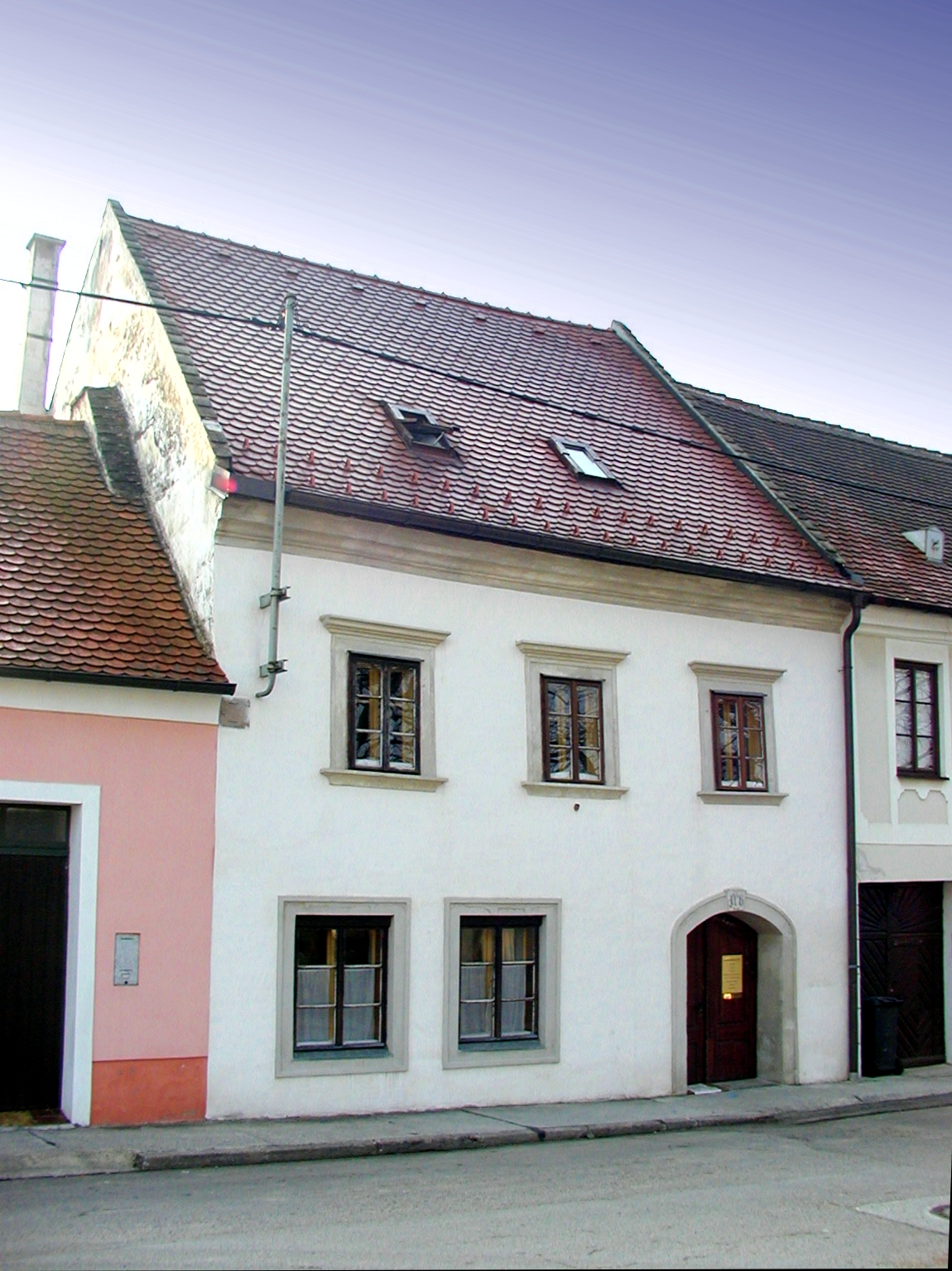
Hauptplatz 6

Der schmale dreiachsige zweigeschoßige Bau, der im Ort als „Passhaus“ bezeichnet wird, geht im Kern auf das 16. Jahrhundert zurück und dürfte früher eine Einheit mit Hauptplatz 5 (siehe dort) und 7 gebildet haben. Die glatte Fassade mit Rechteckfenstern und Segmentbogenportal an der rechten Gebäudeseite ist schlicht gegliedert. Das Portal und die Fenster haben profilierte Rahmungen aus Stein, jene im Obergeschoß außerdem gekehlte Sohlbänke und Verdachungen aus Sandstein. Im Bogenscheitel des Portals befindet sich eine Kartusche mit der Hausnummer. Über einem gekehlten Traufgesims setzt ein Satteldach an.
Der Flur im Erdgeschoß wird durch eine Stichkappe abgeschlossen. Die Räume an der linken Seite des Flurs haben Balkendecken. An der rechten Seite des Flurs führt eine Treppe ins Obergeschoß, welches barocke Balkendecken mit einfachem Kerbschnittdekor aus dem 18. Jahrhundert hat. Im ausgebauten Dachboden befindet sich ein Atelier.

### Nr. 7: Wohnhaus

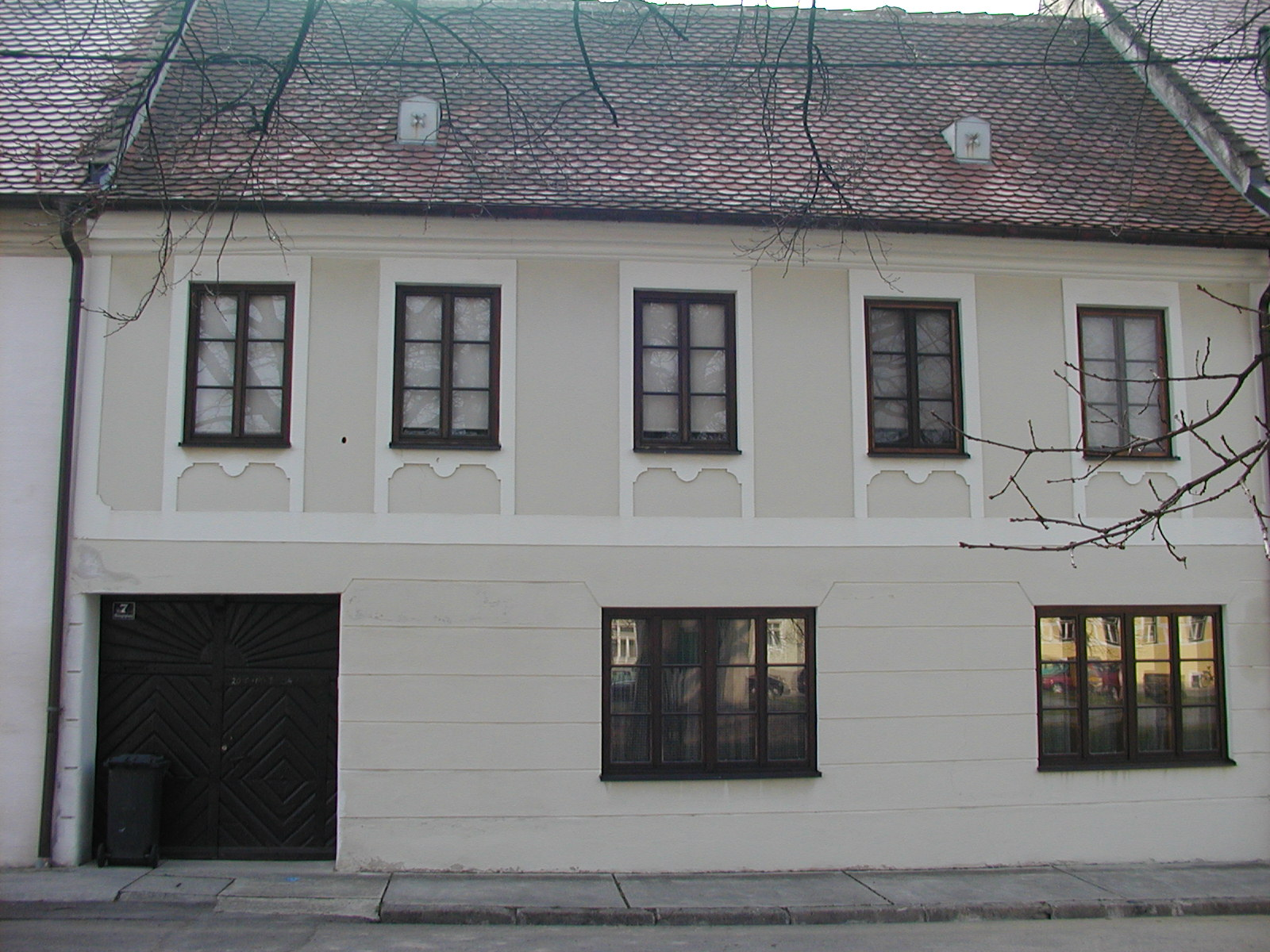
Hauptplatz 7

Der zweigeschoßige Bau mit linksseitlich gelegenem Durchfahrtsportal und Satteldach hat seinen Ursprung im 16. Jahrhundert und bildete mit Hauptplatz 5 (siehe dort) und 6 eine Einheit. Das Gebäude wurde komplett entkernt, nur die Grund- und Umfassungsmauern blieben erhalten, sind aber teilweise baulich stark verändert.
Die Fassade ist erneuert und im Erdgeschoß als Putznutung ausgeführt. Das breite Rechteckportal und zwei vierflügelige Fenster gliedern die Fassade des Erdgeschoßes. Putzbänder und Putzrahmen bilden mit den fünf schmalen Fenstern und einem abschließenden gekehlten Traufgesims die Gliederung des Obergeschoßes.

### Nr. 8: Wohnhaus
Die Fassade des mächtigen fünfachsigen Gebäudes, welches mindestens auf das 16. Jahrhundert zurückgeht, wurde Ende des 20. Jahrhunderts erneuert. Bei den Appliken auf der Fassade handelt es sich um Nachbildungen.

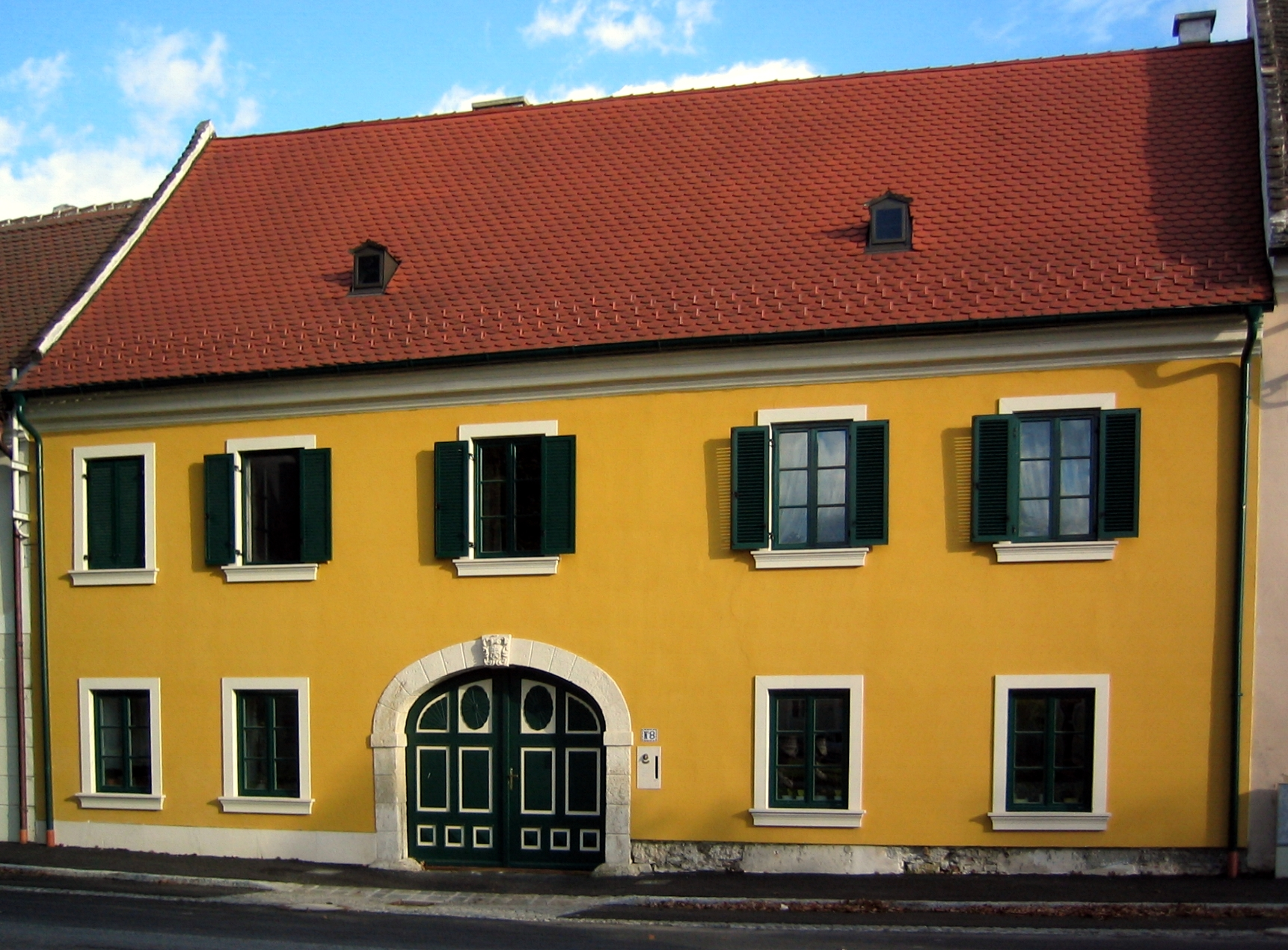
Hauptplatz 8

Fensterumrahmungen und Sohlbänke aus Sandstein gliedern die Fassade, welche durch ein gekehltes Traufgesims und dem darauf ruhenden Satteldach abgeschlossen wird. Auf dem Keilstein des barocken korbbogigen mittig gelegenen Steingewändeportals befindet sich ein Hauszeichen in einer Kartusche.
Die Durchfahrt und einige Räume im Erdgeschoß sind mit Stichkappentonnen aus der ersten Hälfte des 17. Jahrhunderts überwölbt. Eine ältere Stichkappentonne, die vermutlich aus dem frühen 16. Jahrhundert stammt, befindet sich in einem südlich an die Durchfahrt grenzenden Raum.
Das Obergeschoß des Haupthauses, das man über eine Treppe im rückwärtigen Teil des Hauses erreicht, wird von einem Kreuzgratgewölbe aus dem 16. Jahrhundert und von barocken Putzschnittdecken des 17. und 18. Jahrhunderts abgeschlossen.
Hofseitig schließen an den Hauptbau zwei Wirtschaftsgebäude an. Das südliche mit Steingewändefenstern, barocker Balkendecke und Speicherboden dürfte in der ersten Hälfte des 18. Jahrhunderts erbaut worden sein. Der nördliche eingeschoßige Trakt wird durch einen Lichtgang erschlossen und stammt zumindest aus dem frühen 19. Jahrhundert.

### Nr. 9: Wohnhaus, ehemals Ackerbürgerhaus

#### Geschichte

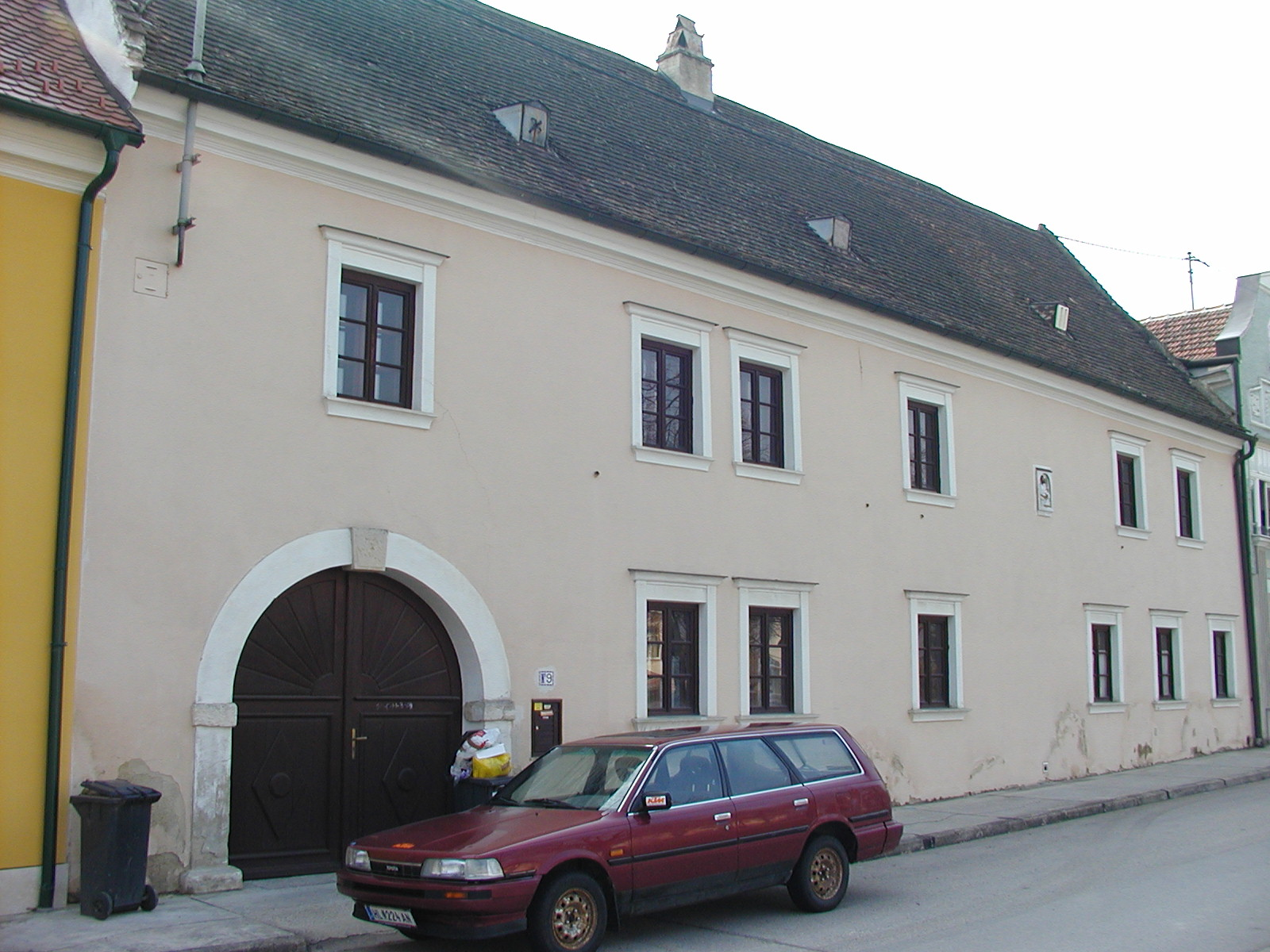
Hauptplatz 9 / Fassade vor Anbringung der Wärmedämmung

Der hakenförmige Gebäudekomplex mit südlichem Hoftrakt ist in seiner Struktur als mittelalterliches Ackerbürgerhaus aus der Mitte des 16. Jahrhunderts großteils erhalten. Größere Erneuerungen wurden in der zweiten Hälfte des 17. Jahrhunderts vorgenommen. Der Hoftrakt reichte zumindest bis zum ersten Viertel des 19. Jahrhunderts bis weit nach hinten an die Scheune am Hintausweg wie der Franziszeischer Kataster aus dem Jahre 1823 zeigt. Im Jahre 1983 kam es zu einer völligen Erneuerung der Fassade. Wann der rückwärtige Teil des Hoftraktes abgetragen und auf die heutige Größe gekürzt wurde, ist nicht bekannt. Eine im Jahre 2013 vorgenommene Wärmedämmung mit neuen Verbundglasfenstern hat das Aussehen der Fassade kaum verändert.

#### Das heutige Gebäude
Die Fassade des zweigeschoßigen Gebäudes ist durch gruppierte Fenster mit gekehlten Sohlbänken und geraden Verdachungen sowie einem barocken Traufgesims gegliedert. Diese Gebäudebestandteile stammten – anders als beim Nachbarhaus 8 – aus der zweiten Hälfte des 17. Jahrhunderts. Die seitlich gelegene von einer Stichkappe abgeschlossene Durchfahrt in den Hof wird durch ein Rundbogenportal (Umbau 1983, vorher typische eckige Toreinfahrt) mit Kämpfer und Keilstein erschlossen.
Die Gewölbe in den Innenräumen stammen aus dem 16. und 17. Jahrhundert oder früher.

### Nr. 10: Jugendstilvilla
Bis zum Jahre 1910 befand sich an dieser Stelle ein hakenförmiges Ackerbürgerhaus, in dem sich zuletzt eine Fleischerei befunden hatte, die um das Jahr 1900 geschlossen wurde.
Im Jahre 1910 wurde das alte Gebäude abgerissen und durch einen Neubau ersetzt, der im Jahre 1912 zur Fertigstellung gelangte. Das Kellergeschoß der eingeschoßigen nach Plänen eines Luzerner Architekten gebauten Villa gleicht das abfallende Gelände aus. Die Fassade ist durch einen Risalit an der Südseite und ein Türmchen an der Nordecke charakterisiert.

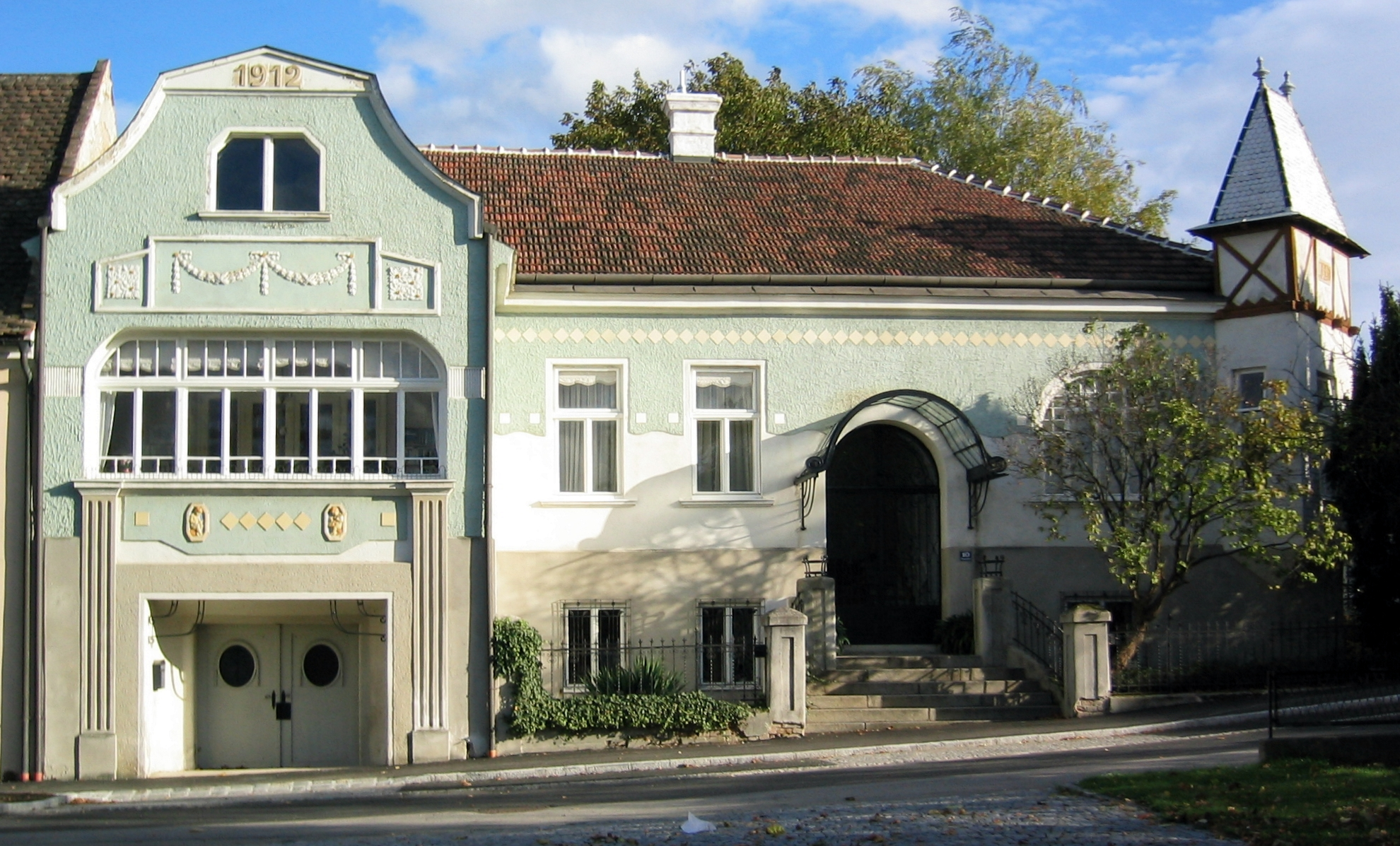
Jugendstilvilla

Der Risalit hat im Kellergeschoß das zweiflügeliges Rechteckportal einer Garage, die im Jahre 1925 eingebaut wurde. Dieses wird von Pilastern flankiert, die bis zum Erdgeschoß reichen. Über dem Garagentor sind zwei Terrakottareliefs mit dazwischen liegendem Rautendekor angebracht, die aus der Wiener Werkstätte stammen. Im Erdgeschoß ist ein mehrflügeliges Loggiafenster mit abgerundeten Ecken, das knapp über die gesamte Breite des Risalits reicht. Darüber ist die Fassade mit Girlanden und abstrahierten Blumen dekoriert. Der Risalit wird von einem Schweifgiebel abgeschlossen, der einen Dachraum mit zweiflügeligem Fenster deckt. Im Giebeldreieck ist die Jahreszahl „1912“ angebracht, in dem der Neubau der Villa fertiggestellt war.
Der Aufgang zum Rundbogenportal in der Mitte des Haupttraktes wird von zwei niedrigen quadratischen reliefierten Säulen mit dachartig abgeschrägten Deckplatten flankiert. An der linken Seite des Portals befinden sich je zwei Rechteckfenster im Keller- und im Erdgeschoß. An der rechten Seite ist ein rechteckiges Kellerfenster und ein breites mehrflügeliges Rundbogenfenster im Erdgeschoß. Unter einem reliefierten Traufgesims ist ein Rautendekor angebracht. Der Gebäudetrakt wird von einem Walmdach abgeschlossen, das anschließende Türmchen hat ein Satteldach.
Die letzte große Restaurierung des Gebäudes erfolgte im Jahre 1975.
Das Gebäude steht gemäß Bescheid des Bundesdenkmalamtes unter Denkmalschutz (Listeneintrag).

### Nr. 11: Pfarrhof

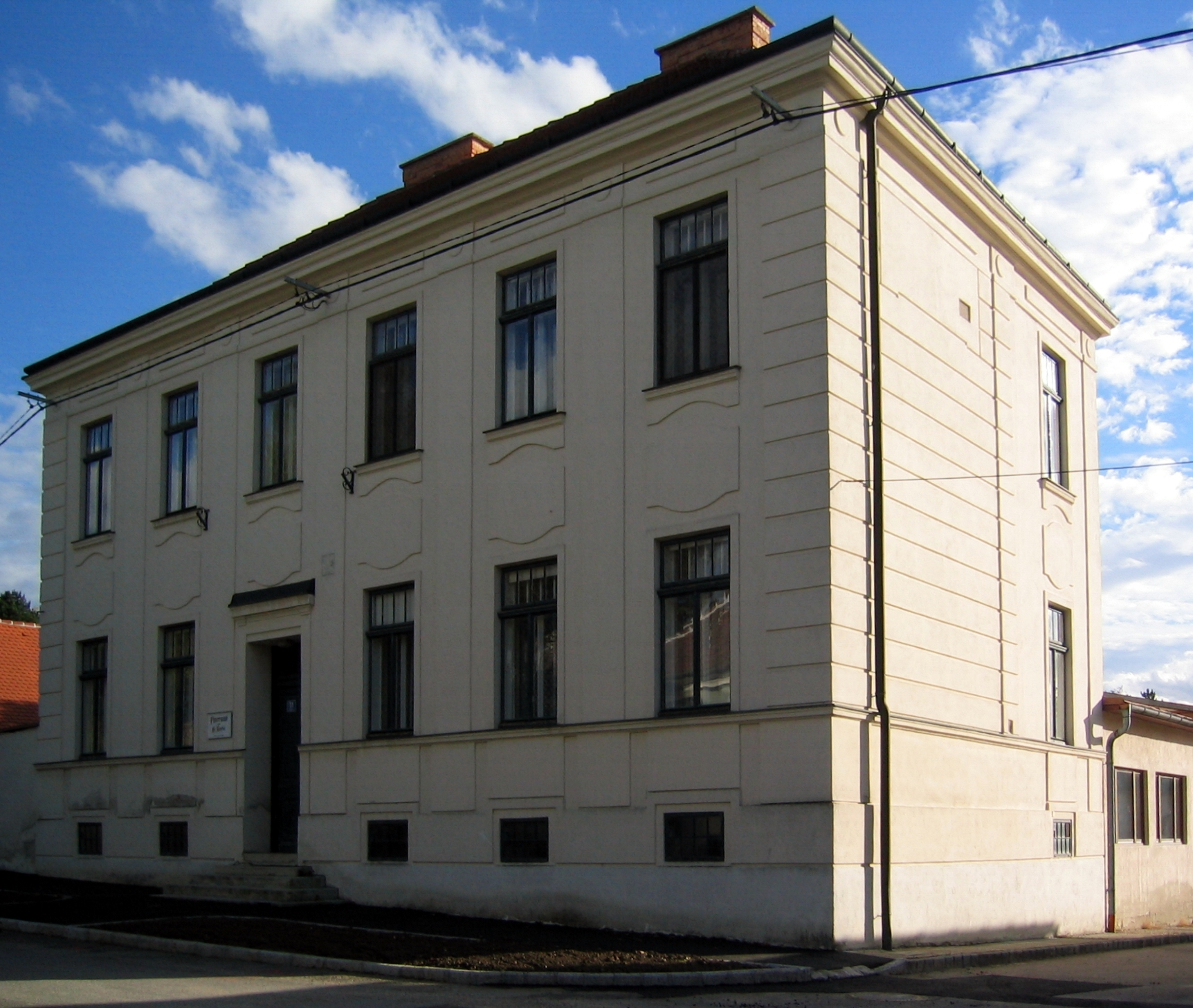
Der Pfarrhof

Der alte Pfarrhof aus der ersten Hälfte des 17. Jahrhunderts stand ungefähr an der gleichen Stelle wie heute, allerdings etwas nach Südosten zurück versetzt und war mit Holzschindeln gedeckt. Im Jahre 1903 wurden zwei Häuser an der Südostecke des Hauptplatzes angekauft und an ihrer Stelle mit dem Bau eines neuen Pfarrhofes begonnen, der im Jahre 1907 vollendet war.
Der wuchtig wirkende zweigeschoßige Bau ist über einem hohen Sockelgeschoß errichtet. Die dem Hauptplatz zugekehrte sechsachsige Nordfront ist mit einer Putzfassade versehen, die durch Lisenen, und eine Eckquaderung gegliedert ist. Die Fenster haben Sohlbänke und über dem hohen Rechteckportal befindet sich eine schmale gerade Verdachung.
Die Fassade an der Westseite hat zwei seitliche Fenster an der Südecke und ist durch Bänderung gegliedert.
Das Gebäude wird von einem Walmdach über einem umlaufenden gekehlten Traufgesims abgeschlossen.
Gartenseitig sind Reste eines abgerissenen Mesnerhauses sowie der Wirtschaftsgebäude und der Stallungen. Der Zugang zum Pfarrkeller befindet sich im gegenüber liegenden Stadel.
Im Süden grenzt an den Pfarrhof der niedrige ebenerdige Pfarrsaal an.

### Nr. 12: Wohnhaus

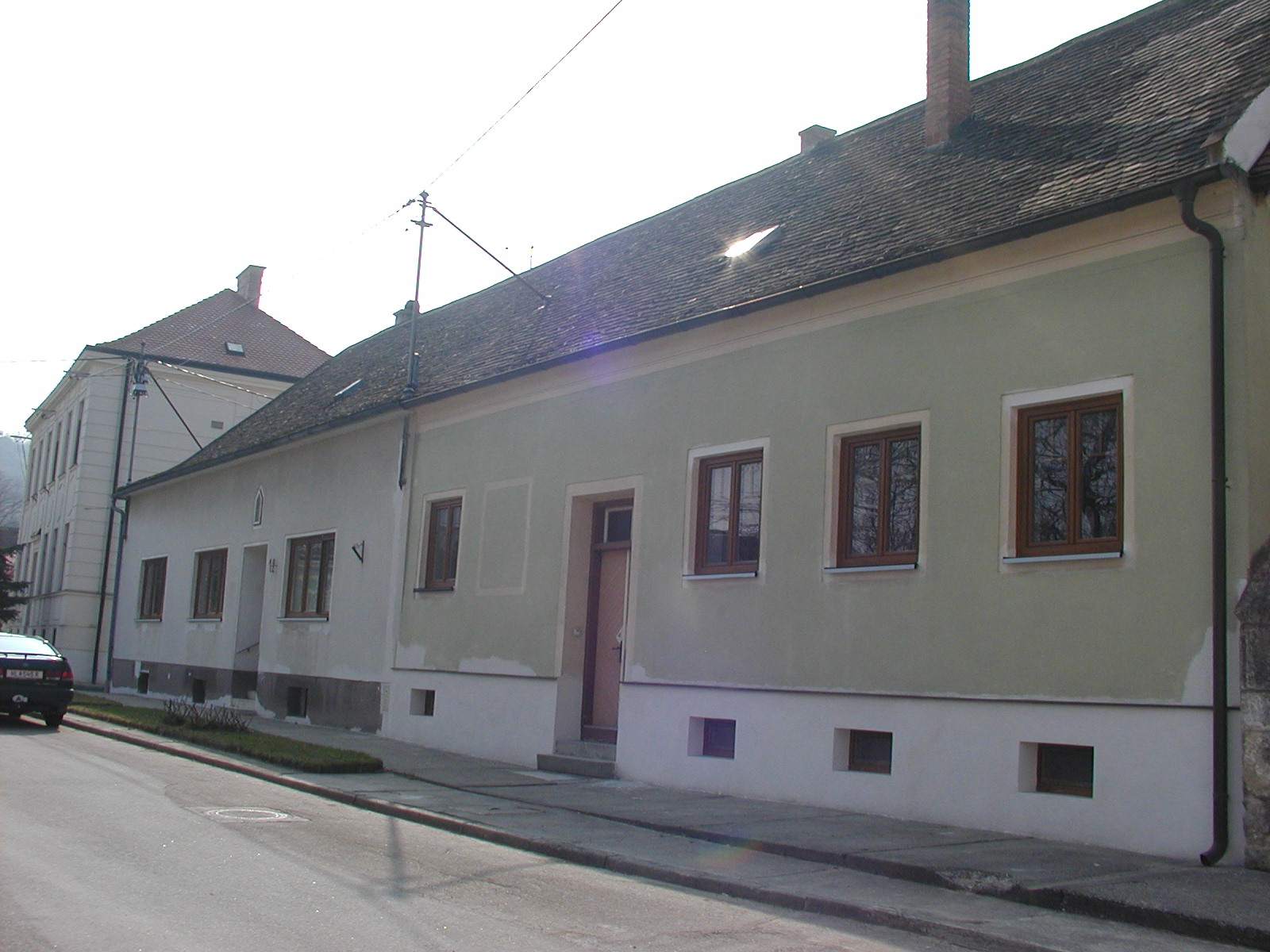
Hauptplatz 12

Im heutigen langgestreckten ebenerdigen Zweifamilienhaus mit hoch gezogenem Kellergeschoß befand sich bis gegen Ende des 17. Jahrhunderts eine Synagoge. Im 20. Jahrhundert kam es zu einer umfassenden Modernisierung des Gebäudes, das bis zum Jahre 1969 eine schlichte Fassade und Fenster mit profilierten Sohlbänken und geraden Verdachungen hatte.
Die Fassade beider Gebäudeteile ist durch schlichte Putzrahmen der Rechteckportale und Fenster gegliedert. Der linke Teil hat drei Fensterachsen mit dreiflügeligen Fenstern. Über dem Portal befindet sich eine kleine Figurennische. Der rechte Teil des Gebäudes hat fünf Fensterachsen mit zweiflügeligen Fenstern. Das Fenster links vom Eingangsportal wurde vermauert, seine Lage ist nur am noch vorhandenen Putzrahmen zu erkennen. Ein Satteldach deckt beide Gebäudeteile. Auf der rechten Gebäudeseite verläuft unterhalb des Dachansatzes ein gekehltes Traufgesims.

### Nr. 13: Gotischer Profanbau, ehemals Bürgerspital („Haus des liegenden Mannes“)
Bei diesem Gebäude handelt es sich um einen der wenigen in Österreich erhalten gebliebenen gotischen Profanbauten.

#### Geschichte
Das Gebäude wurde im ersten Viertel des 15. Jahrhunderts erbaut und diente zumindest von 1450, als es erstmals als solches erwähnt wurde, bis 1615 als Kranken- und Waisenhaus.
Anfang des 17. Jahrhunderts war das abseits gelegene Schulhaus zu klein geworden und die Besitzerin des gotischen Hauses, Katharina Freifrau von der Goltz, tauschte dieses im Jahre 1615 gegen das alte Schulhaus.
Nach Einführung der sechs Jahre dauernden Unterrichtspflicht durch Maria Theresia im Jahre 1774 war auch dieses Schulhaus zu klein geworden und die Schule übersiedelte im Jahre 1795 in das adaptierte Haus Hauptplatz 2. Von diesem Zeitpunkt an diente das Haus Hauptplatz 13 zunächst als Rathaus, dann als Gemischtwarenhandlung, stand einige Jahre leer, bis es Anfang des 21. Jahrhunderts von neuen Besitzern erworben und revitalisiert wurde.

#### Baubeschreibung
Bereits im 16. Jahrhundert kam es zu mehrfachen baulichen Veränderungen des dreiachsigen, zweigeschoßigen Baues, der auf einem gegenüber der heutigen Straße abgesenkten Niveau steht. Tatsächlich kam es zu dieser Situation dadurch, dass zur Zeit, als es noch keine befestigten Straßen und Kanäle gab, bei Unwettern große Mengen angeschwemmten Materials hier abgelagert wurden. Dadurch erhöhte sich das Straßenniveau kontinuierlich und liegt heute höher ist als zu Beginn des 15. Jahrhunderts.
Dominierender Gebäudebestandteil ist ein mächtiger einachsiger Erker auf gedrungenem Stützpfeiler aus der Bauzeit. In diesem Erker, der durch ein Kreuzgratgewölbe abgeschlossen wird, befand sich zur Zeit, als das Gebäude als Kranken- und Waisenhaus genutzt wurde, die Kapelle. Der Stützpfeiler hat einen abgetreppten, gewulsteten Kämpfer mit Kopfkonsole und reliefiertem Weinlaubfries. Der Erkerkorb ist durch spitzbogige Blendarkaden mit Maßwerknasen gegliedert. In den Maßwerknasen befinden sich Rosetten und Tierdarstellungen. Das Fenster stammt aus dem Anfang des 16. Jahrhunderts. Es hat ein reliefiertes Gewände samt Sohlbank und reliefierter gerader Verdachung.

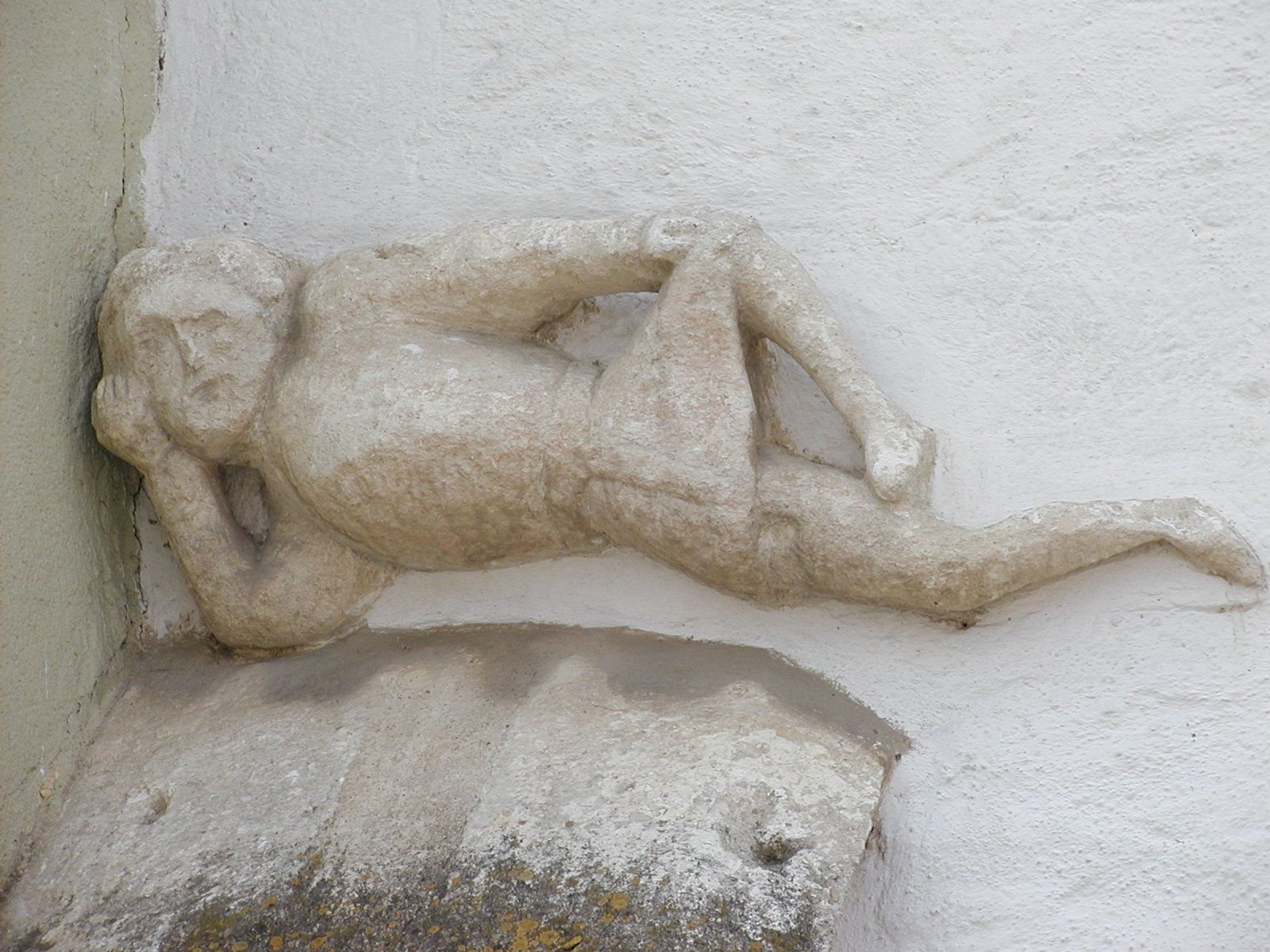
Relief einer liegenden Figur

Links neben dem Erker befindet sich im Erdgeschoß (heute Keller) ein vermauertes profiliertes Rundbogenportal aus dem Anfang des 16. Jahrhunderts. An der anderen Seite des Erkers erschießt ein Rechteckportal aus dem Ende des 16. Jahrhunderts einen zweischiffigen zweijochigen Einstützenraum mit Kreuzgratgewölbe. Dieses Gewölbe ruht auf einem mächtigen gedrungenen Mittelpfeiler und auf Wandpfeilern.
Das Obergeschoß (heute Erdgeschoß) wird durch ein rechts gelegenes Rechteckportal mit vorgelagerter Steintreppe erschlossen. Zwischen diesem Portal und dem Erker befinden sich Reste eines gotischen Fenstergewändes und Reste von spätgotischen Dreipassblendarkaden mit floralem Fries. Die Fenster zu beiden Seiten des Erkers mit Sohlbank und reliefierter gerader Verdachung sind aus dem späten 16. Jahrhundert.
Links an der Fassade ist ein seitlicher Strebepfeiler. Darüber befindet sich das Relief einer liegenden Figur, der das Haus seine Bezeichnung „Haus des liegenden Mannes“ in der Bevölkerung verdankt und die im Zusammenhang mit der einstigen Verwendung des Gebäudes als Spital stehen dürfte.
Über die gesamte Front des Gebäudes verläuft ein Kaffgesims mit Rosettenfries. Das Haus wird von einem Satteldach abgeschlossen. Im Garten befinden sich Reste eines Armenhauses, dessen größter Teil auf dem Areal des Nachbargrundstückes situiert war.
Das Gebäude steht gemäß Bescheid des Bundesdenkmalamtes unter Denkmalschutz (Listeneintrag).

### Nr. 14: Wohnhaus

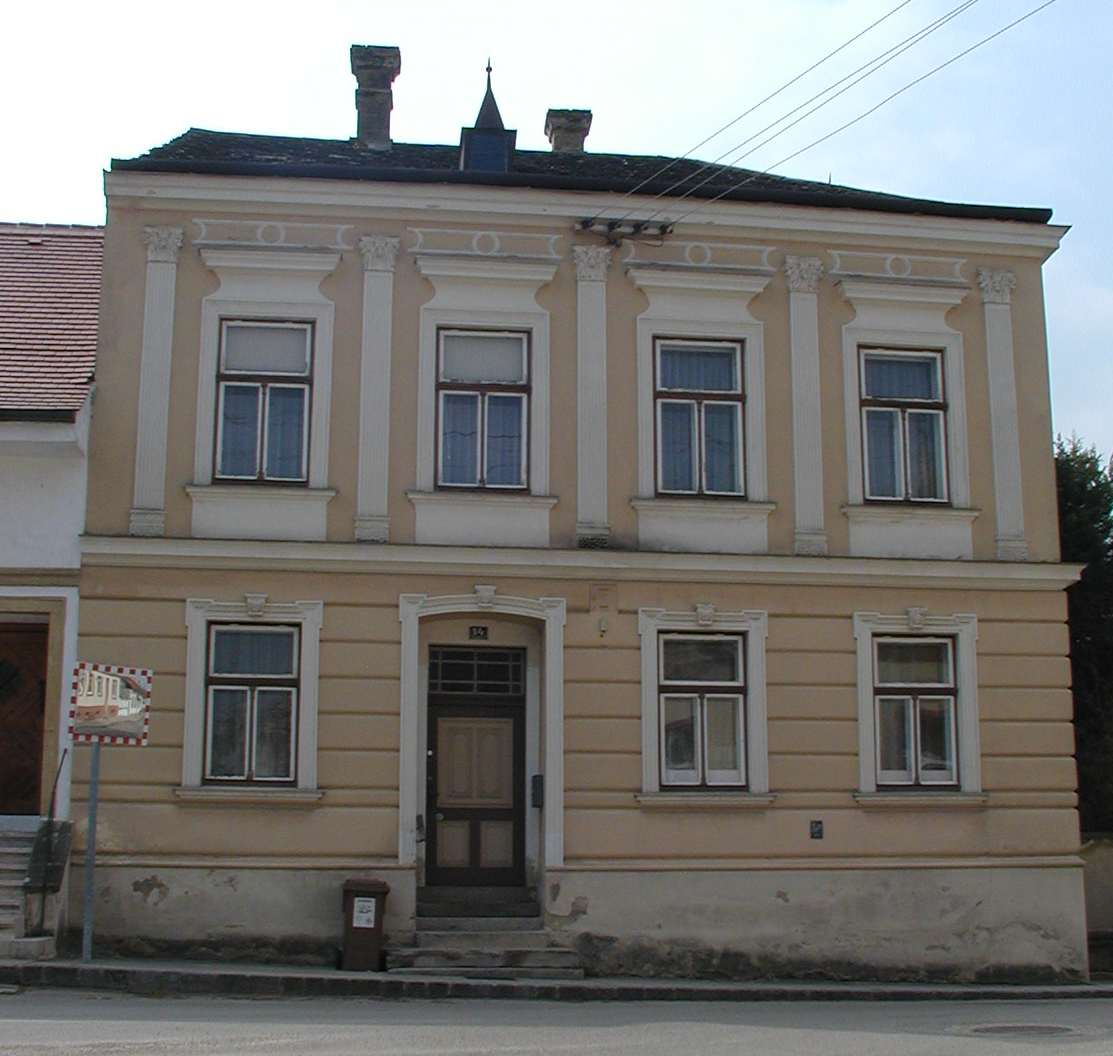
Hauptplatz 14

An der Südwestecke des Hauptplatzes erhebt sich der vierachsige hohe Bau mit späthistoristischer Putzfassade aus dem Jahr 1914. Da sich die Gewölbe des Hauses Hauptplatz 13 im Keller dieses Gebäudes fortsetzen, dürfte es zumindest eine Zeit lang mit dem Nachbarhaus eine Einheit gebildet haben. Der Vorgängerbau, ein Kleinhaus, stammte aus dem 16./17. Jahrhundert und hat vom Ende des 17. bis zum Ende des 18. Jahrhunderts als Rathaus und Richterhaus gedient. Spätestens ab dem Jahre 1792 ist die Liegenschaft in Privatbesitz.
Die Fassade über einem hohen Sockelgeschoß ist im Erdgeschoß durch Bänderung und im Obergeschoß durch Pilaster gegliedert. Das Erdgeschoß ist gegen das Obergeschoß durch ein weit vorkragendes Kordongesims abgegrenzt. Alle Fenster sind mit Sohlbänken versehen. Auf einem profilierten vorkragenden Traufgesims liegt ein Walmdach mit einer Gaube in Türmchenform.

### Nr. 15: Wohnhaus

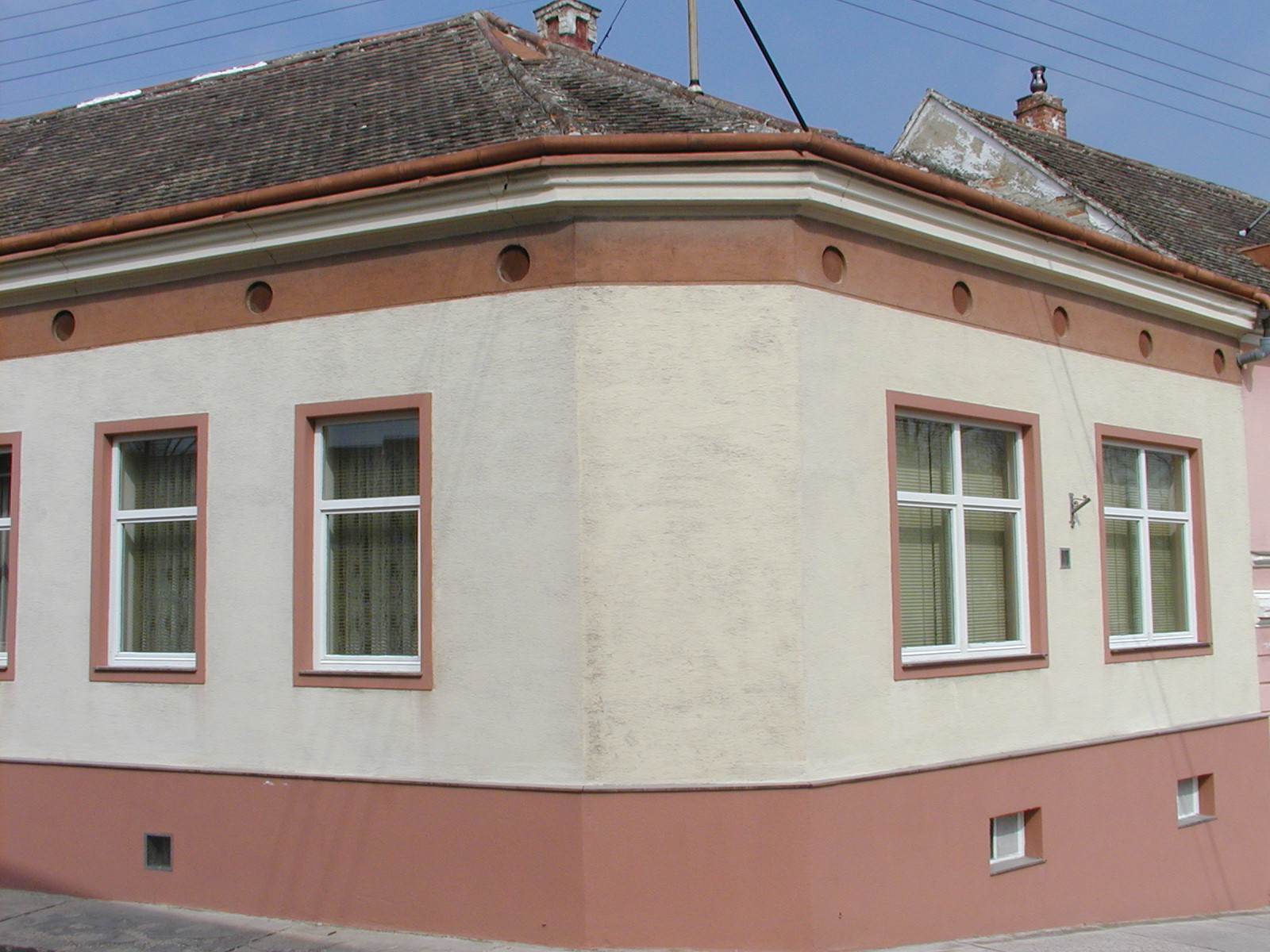
Hauptplatz 15

Über einem das Terrain ausgleichenden Kellergeschoß erhebt sich das eingeschoßige Eckhaus mit abgeschrägter Ecke. Es hat auf der dem Hauptplatz zugekehrten östlichen Front zwei Fensterachsen mit doppelflügeligen Rechteckfenstern. Die Südfront hat fünf Fensterachsen mit Rechteckfenstern, wovon die östlichen vier mit einflügeligen und die westliche Achse mit einem doppelflügeligen Fenster versehen ist. Den Zugang bildet ein Rechteckportal an der Südseite östlich des doppelflügeligen Fensters.
Die historistische Fassade aus dem letzten Drittel des 19. Jahrhunderts war ursprünglich reich gestaltet und wurde anlässlich der letzten Modernisierungen stark reduziert. Die glatt verputzte Fassade ist durch zwei verschiedene Fassadenfarben und Putzrahmen der Fenster und des Portals gegliedert. Über einem profilierten Traufgesims setzt das flache abgewalmte Dach an.

### Nr. 16: Wohnhaus, ehemals Ackerbürgerhaus

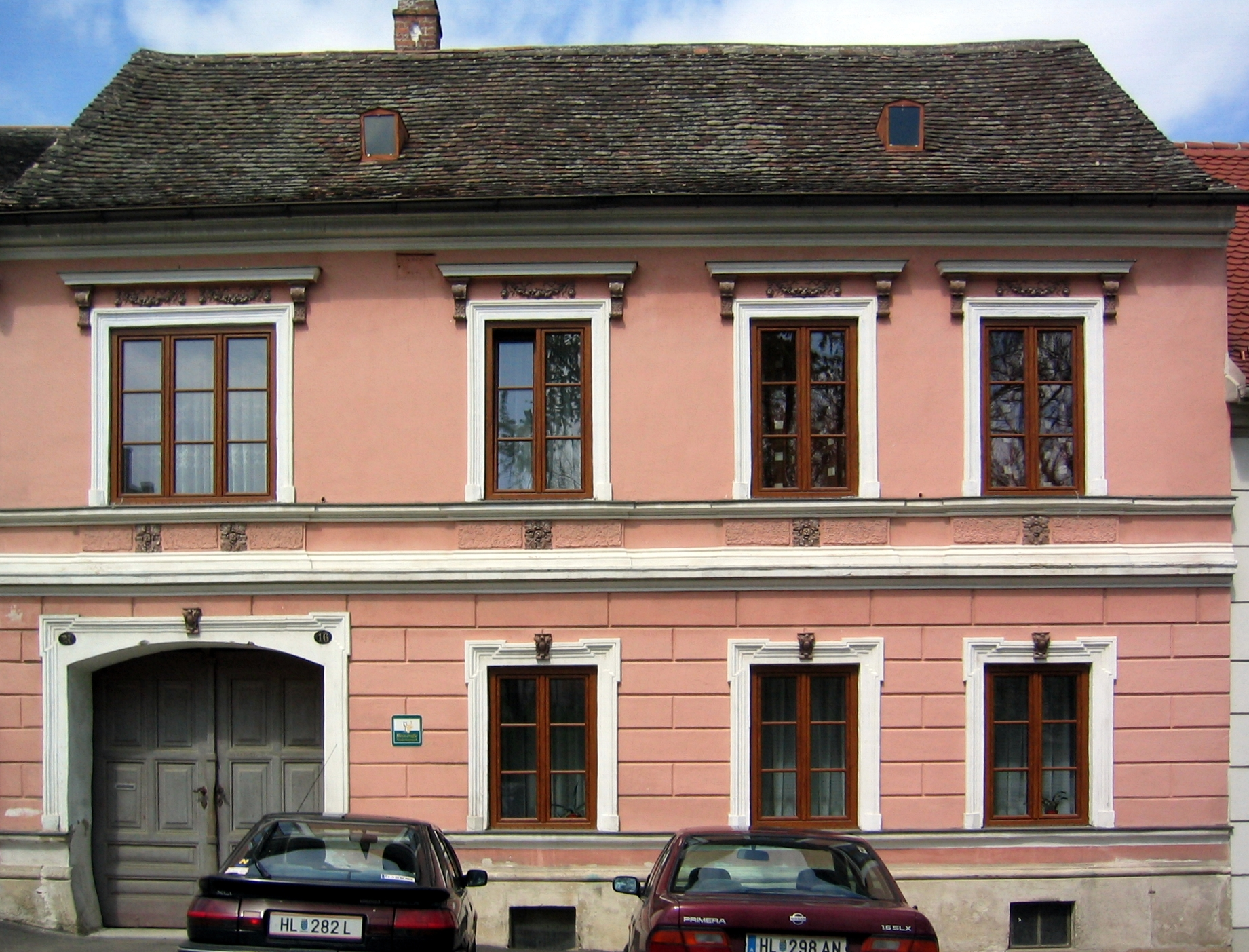
Hauptplatz 16

Im Keller des Gebäudes sind Reste eines Renaissanceportals mit volutenförmigem Schlussstein erhalten, wie sie im letzten Drittel des 16. Jahrhunderts üblich waren. Im Kern stammt das heutige Wohnhaus zumindest aus dieser Zeit und der ganze Gebäudekomplex entspricht sowohl in der Anlage als auch in der Funktion noch den mittelalterlichen Gegebenheiten: An der dem Hauptplatz zugekehrten Schmalseite des Grundstückes steht das Wohnhaus, gefolgt von den hofseitig angeordneten Wirtschaftsgebäuden. Die Scheune am ehemaligen Hintausweg, der heutigen Ziersdorferstraße, wurde durch eine für landwirtschaftliche Fahrzeuge genutzte Halle ersetzt.
Das Haus in seiner heutigen Form wurde im Jahre 1884 unter Einbeziehung von Resten des Vorgängerbaues errichtet. Das vierachsige, zweigeschoßige Gebäude hat eine historistische Putzfassade mit Quaderung im Erdgeschoß aus der Bauzeit. Linksseitig befindet sich ein Portal, durch welches eine flach gedeckte Durchfahrt erschlossen wird. Ein breites Fassadengesims trennt Erdgeschoß- und Obergeschoßfassade. Über dem Gesims ist ein Putzstreifen mit abstrahiertem Blumendekor. Das Portal und die Fenster haben profilierte Putzrahmungen, die Fenster im Obergeschoß haben eine über die gesamte Fassadenbreite laufende Sohlbank und sind mit flachen Verdachungen auf Volutenkonsolen versehen. Zwischen den Rahmungen und den Verdachungen befinden sich Girlandendekors. Über dem breiten profilierten Traufgesims setzt ein abgewalmtes Satteldach an.
In der Durchfahrt sind Reste von ornamentalen und figuralen Ausmalungen in drei Schichten erhalten. Die älteste Schicht trägt eine figurale Grisaillemalerei aus dem zweiten Viertel des 19. Jahrhunderts, darüber eine gemalte Quaderung, die von einer Schablonenmalerei überdeckt wird, die vermutlich aus dem Jahre 1884 stammt.

### Nr. 17: Wohnhaus, ehemals Geschäftshaus

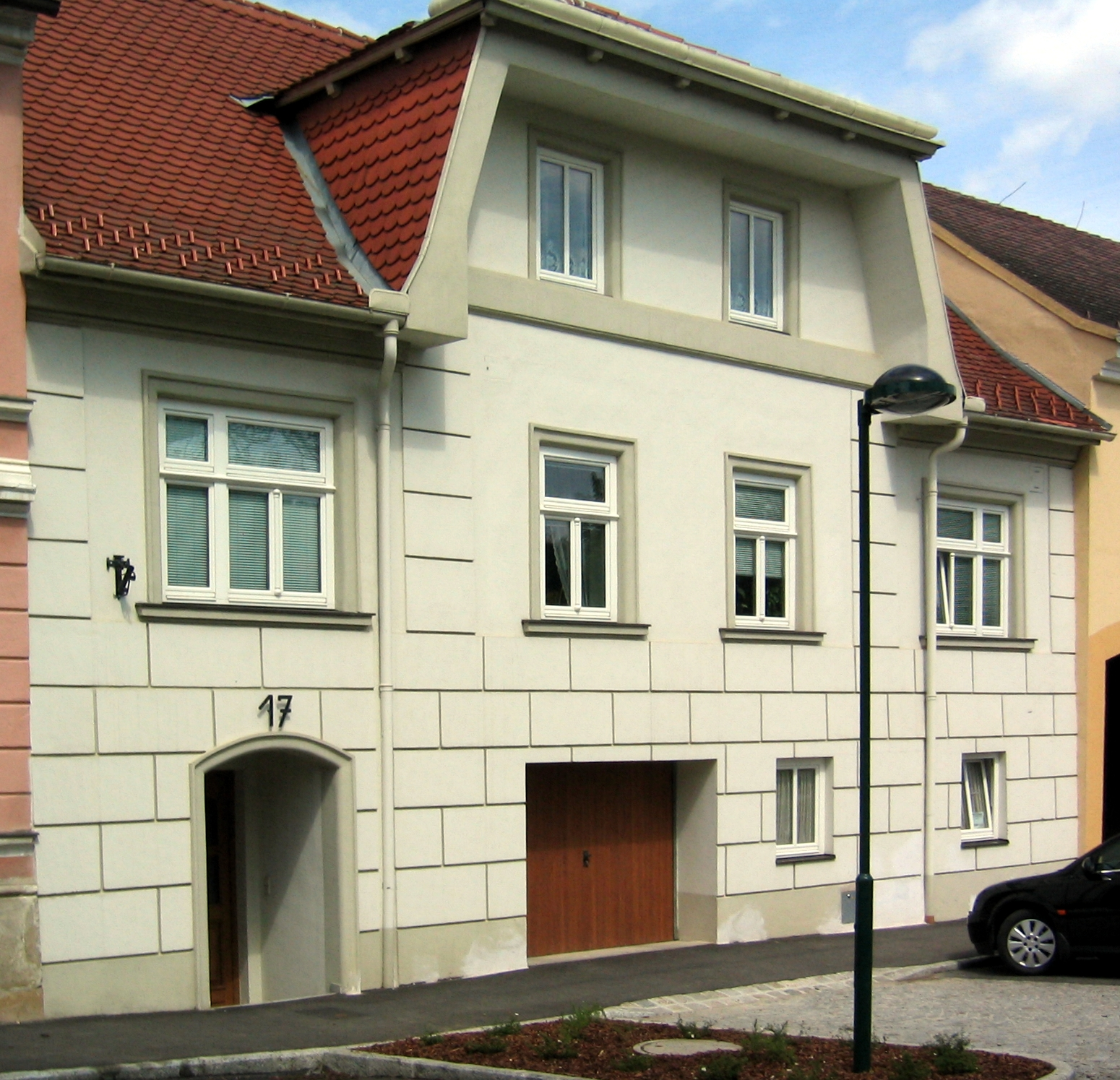
Hauptplatz 17

Im Gegensatz zu den Gebäuden Hauptplatz 14 bis 16 stammt dieses Haus, ähnlich wie Hauptplatz 13, aus einer Zeit als das Niveau des südlichen Hauptplatzbereiches noch nicht durch angeschwemmtes Material nach Unwettern auf das heutige Niveau erhöht war. Das niedrige Untergeschoß und das tief liegende Eingangsportal lassen auf das ursprüngliche Straßenniveau schließen.
Der zweigeschoßige Hauptbau der ehemaligen Hofanlage geht im Kern auf das 17. Jahrhundert zurück und erhielt sein heutiges Aussehen mit der kräftigen Übergiebelung im Mittelbereich in der ersten Hälfte des 20. Jahrhunderts. Bis zu diesem Zeitpunkt hatte der Bau eine glatte Fassade mit Steingewändefenstern und ein vorgelagertes kastenförmiges Geschäftsportal aus dem späten 19. Jahrhundert.
Im Inneren des Gebäudes ist ein Großteil der bis in das 17. Jahrhundert zurückreichenden historischen Bausubstanz erhalten geblieben. Der seitlich gelegene Flur wird durch Kreuzgratgewölbe mit eckigen Stichkappen aus dem 17. Jahrhundert abgeschlossen und im Obergeschoß sind in zwei Räumen Putzschnittdecken erhalten.

### Nr. 18: Wohn- und Geschäftshaus

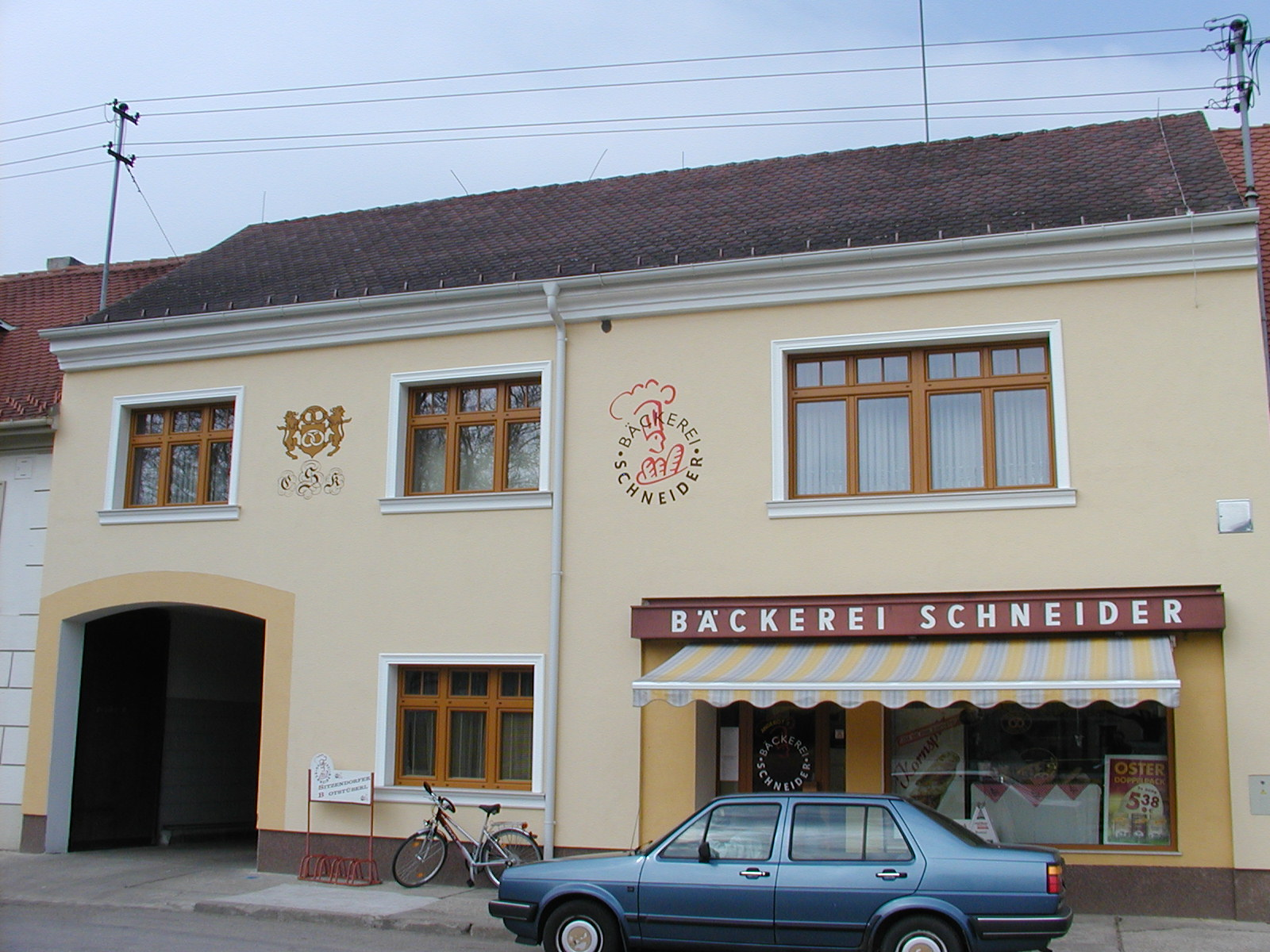
Hauptplatz 18

Über dieses Gebäude liegen keine gesicherten Informationen vor. Sicher ist, dass der Vorgängerbau komplett abgerissen und durch den bestehenden Bau ersetzt wurde. Ob Teile des ursprünglichen Fundamentes beim Neubau verwendet wurden, kann nicht festgestellt werden.
Die glatte dreiachsige Fassade mit linksseitigem segmentbogigem Durchfahrtsportal und rechtsseitigem Geschäftsportal ist durch putzgerahmte Fenster mit Sohlbänken schlicht gegliedert. Über einem profilierten weit vorkragenden Traufgesims schließt ein Satteldach an. Im Obergeschoß sind Wohnräume. Die Betriebsräume sind in hofseitigen Gebäudetrakten untergebracht.

### Nr. 19: Wohnhaus

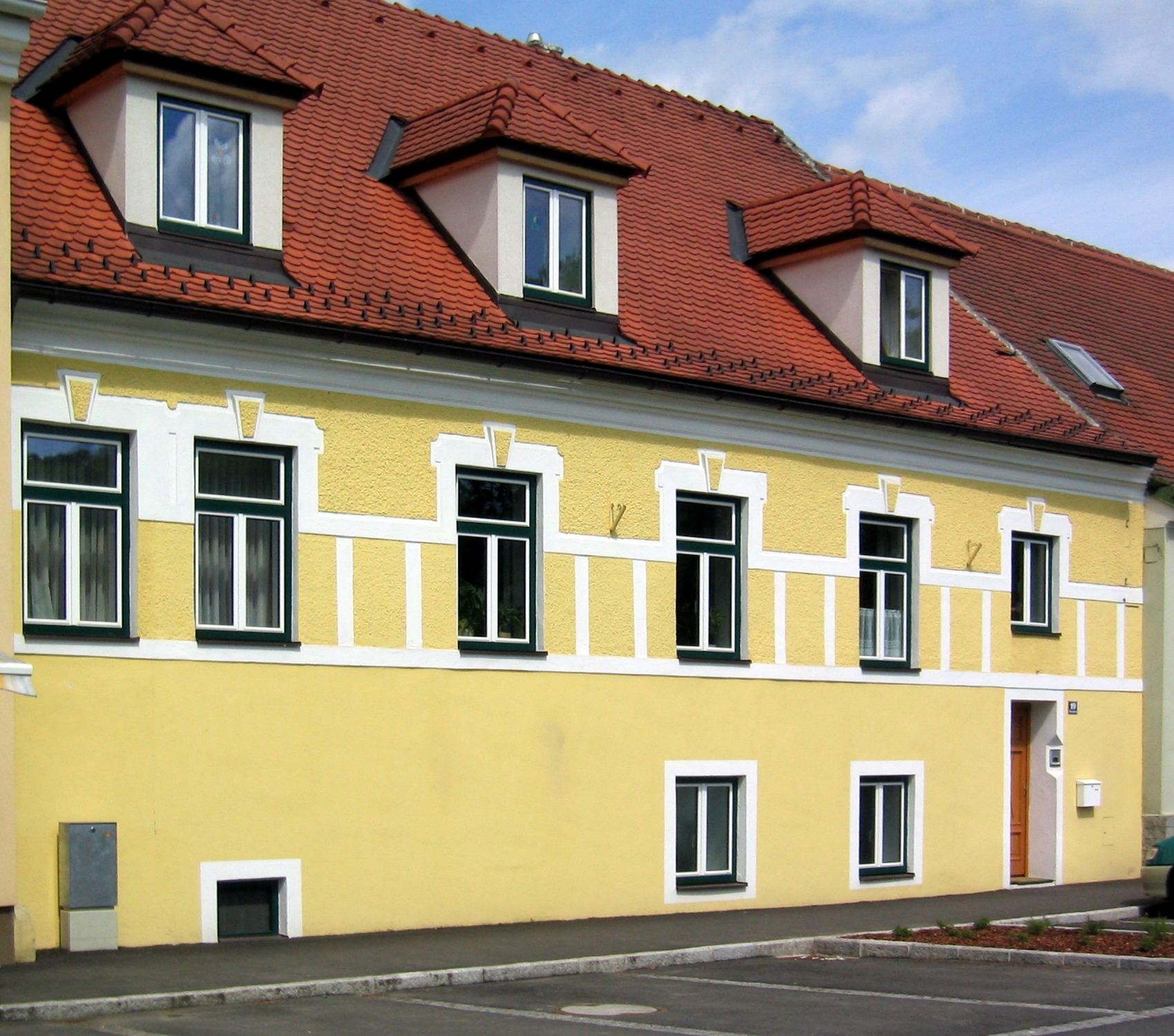
Hauptplatz 19

Der zweigeschoßige Bau mit Putzfassade vom Anfang des 20. Jahrhunderts geht im Kern auf das 16. Jahrhundert zurück. Bis zur Neugestaltung der Fassade hatte das Gebäude gerahmte Fenster mit Sohlbänken. Der Bau hat sechs Fensterachsen mit einem Rechteckportal in der sechsten rechten Achse. Das Erdgeschoß liegt teilweise unter dem Straßenniveau und hat zwei Fenster. Putzrahmen um das Portal und die Fenster sowie Putzstreifen im Obergeschoß gliedern die Fassade. Das Satteldach mit drei Walmgauben erhebt sich über einem gekehlten Traufgesims.
Im Inneren des Gebäudes verbergen sich die Teile der erhaltenen mittelalterlichen Bausubstanz. In einem Raum des Erdgeschoßes befindet sich ein spätgotisch/frühneuzeitliches Zellengewölbe mit einer floralen Seccomalerei  aus der Mitte des 16. Jahrhunderts.

### Nr. 20: Gemeindeamt

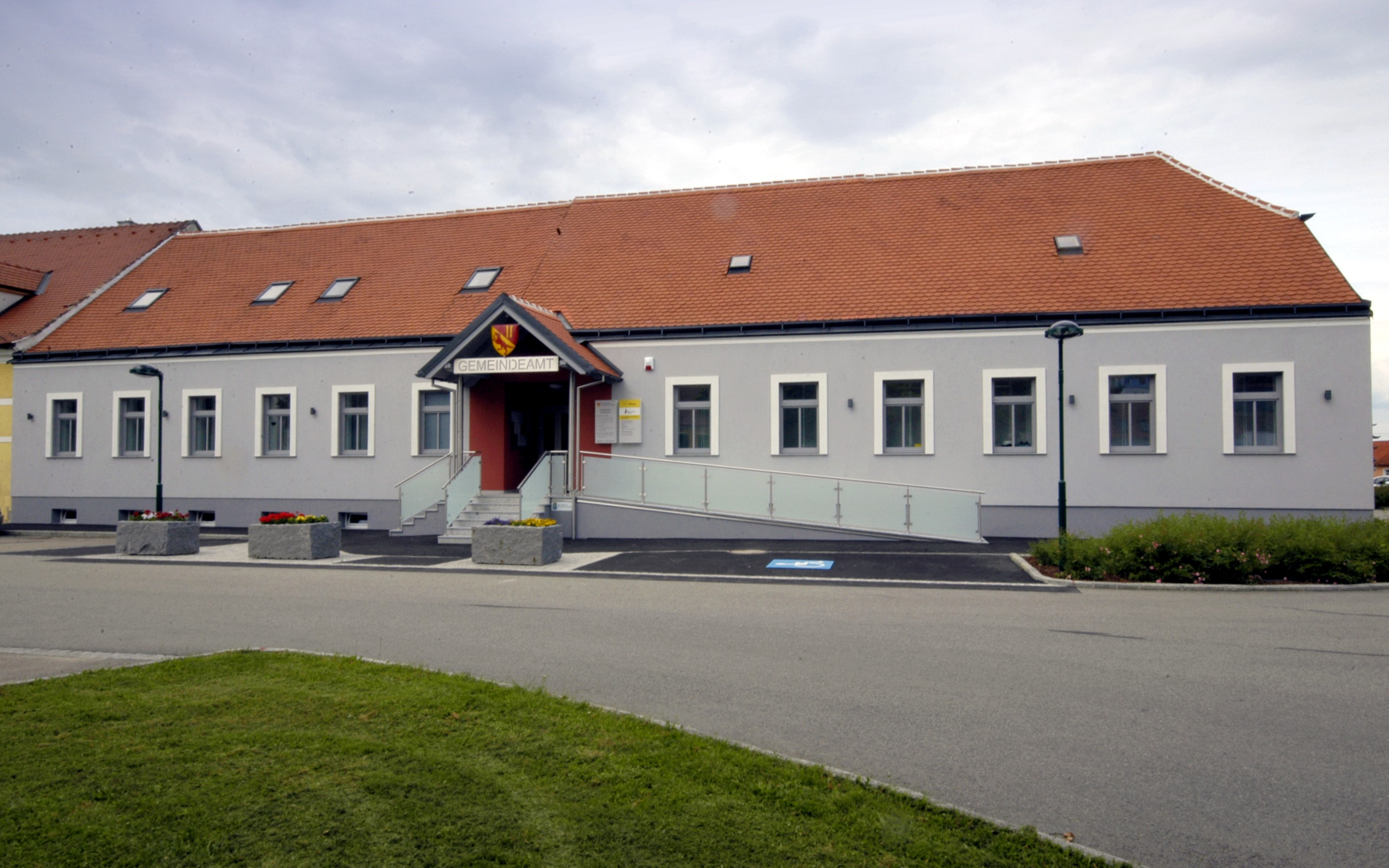
Hauptplatz 20 nach dem Umbau 2016

Das heutige Grundstück entstand im Jahre 1924 durch Zusammenlegung zweier ehemaliger Parzellen. In den Jahren 1925 bis 1928 wurde darauf das heutige Gebäude errichtet, nachdem die Vorgängerbauten abgerissen waren. Die Gemeinde kaufte im Jahre 1978 die Liegenschaft und das Gebäude dient seither als Gemeindeamt. Über die Vorgängerbauten ist nichts überliefert.
Der eingeschoßige breit gelagerte Bau hat zwölf Fensterachsen und einen zwerchförmigen Mittelteil, in welchem sich das Rechteckportal befindet, das den Zugang bildet. Putzrahmen und einfacher Putzdekor gliedern die schlichte Fassade. Ein abgewalmtes Satteldach setzt über einem gekehlten Traufgesims an.
2016 erfolgte eine Komplettsanierung des Gebäudes unter Berücksichtigung der erforderlichen Barrierefreiheit, wodurch sich das Aussehen im Zugangsbereich veränderte.

### Nr. 21: Wohn- und Geschäftshaus

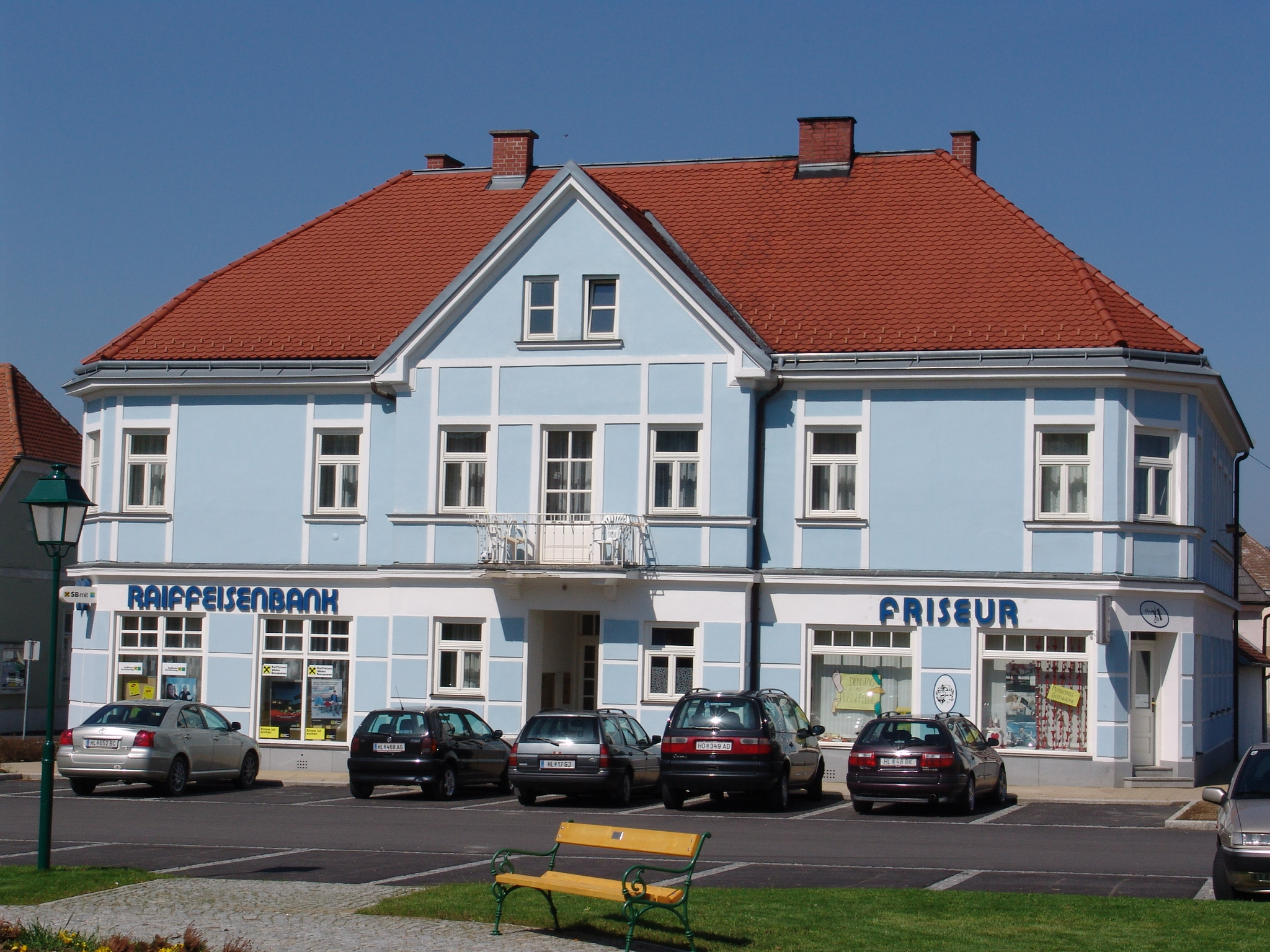
Hauptplatz 21

Das zweigeschoßige Gebäude wurde im Jahre 1931 anstelle eines Vorgängerbaues aus dem frühen 19. Jahrhundert aus Anlass des fünfzigjährigen Bestandsjubiläums der im Jahre 1880 gegründeten Raiffeisenkasse des Ortes errichtet. Zwei Gedenktafeln im Inneren geben darüber Aufschluss.
Das im Jahre 1996 renovierte Gebäude mit abgeschrägten Ecken und seichtem, übergiebeltem Mittelrisalit hat eine Putzfassade mit Putzfeldern und gerahmten Fenstern. Über einem gekehlten Traufgesims setzt ein Walmdach an.

## Anhang

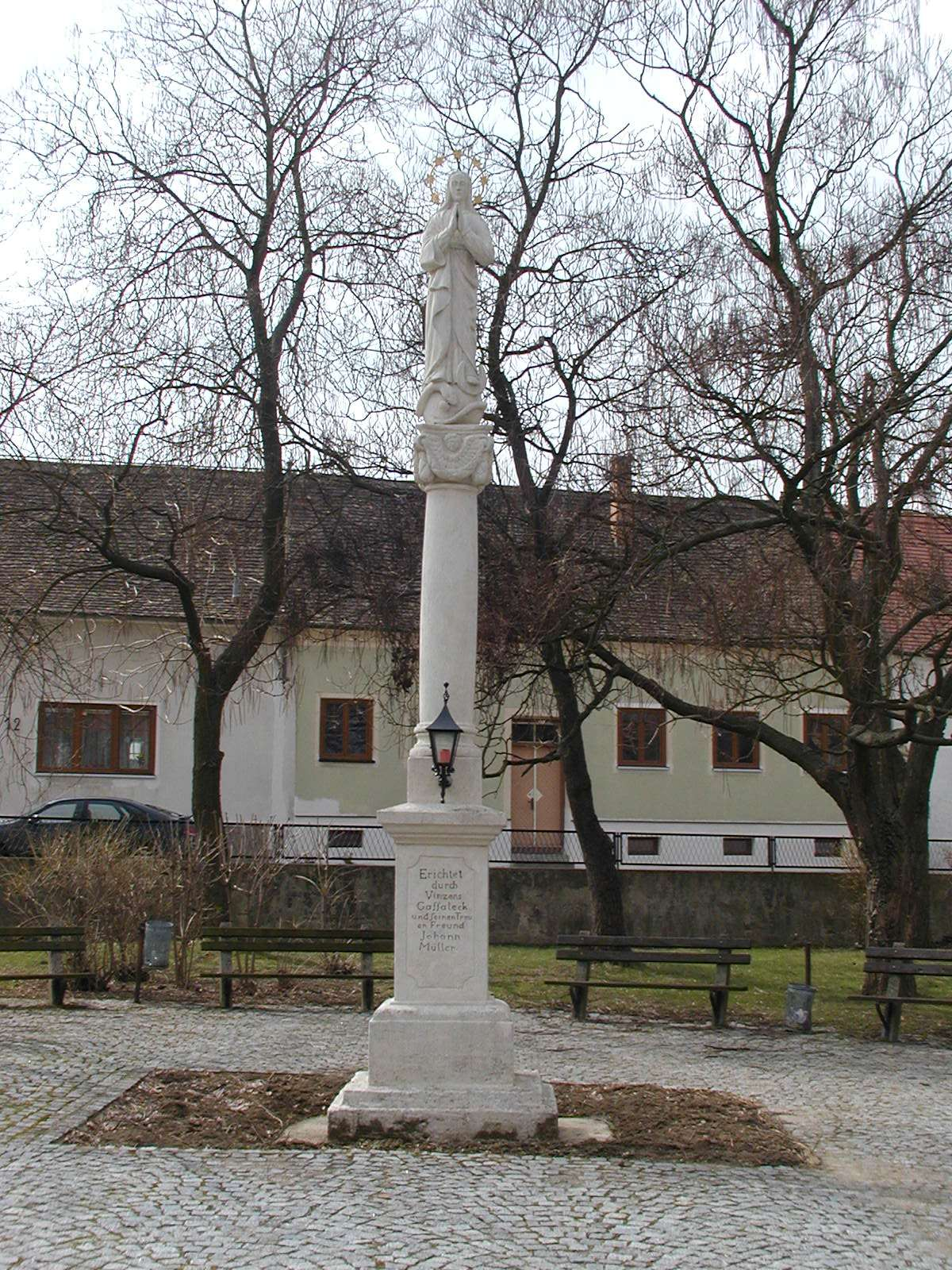
Mariensäule

Der Anhang behandelt sonstige Bauwerke, die sich auf dem Hauptplatz befinden und zwei Gebäude, die sich zwar abseits des Hauptplatzes befinden, mit Gebäuden des Hauptplatzes jedoch direkt oder indirekt in Verbindung stehen.

### Mariensäule
Laut Inschrift auf dem Sockel wurde die Säule mit einer Statue der Maria Immaculata im Jahre 1867 durch den damaligen Bürgermeister, Franz Neumeyer, errichtet.  Eine weitere Inschrift berichtet über eine Renovierung im Jahre 1877 durch Michael Wimmer. Die letzte Renovierung fand im Jahre 1989 statt.

### Kriegerdenkmal

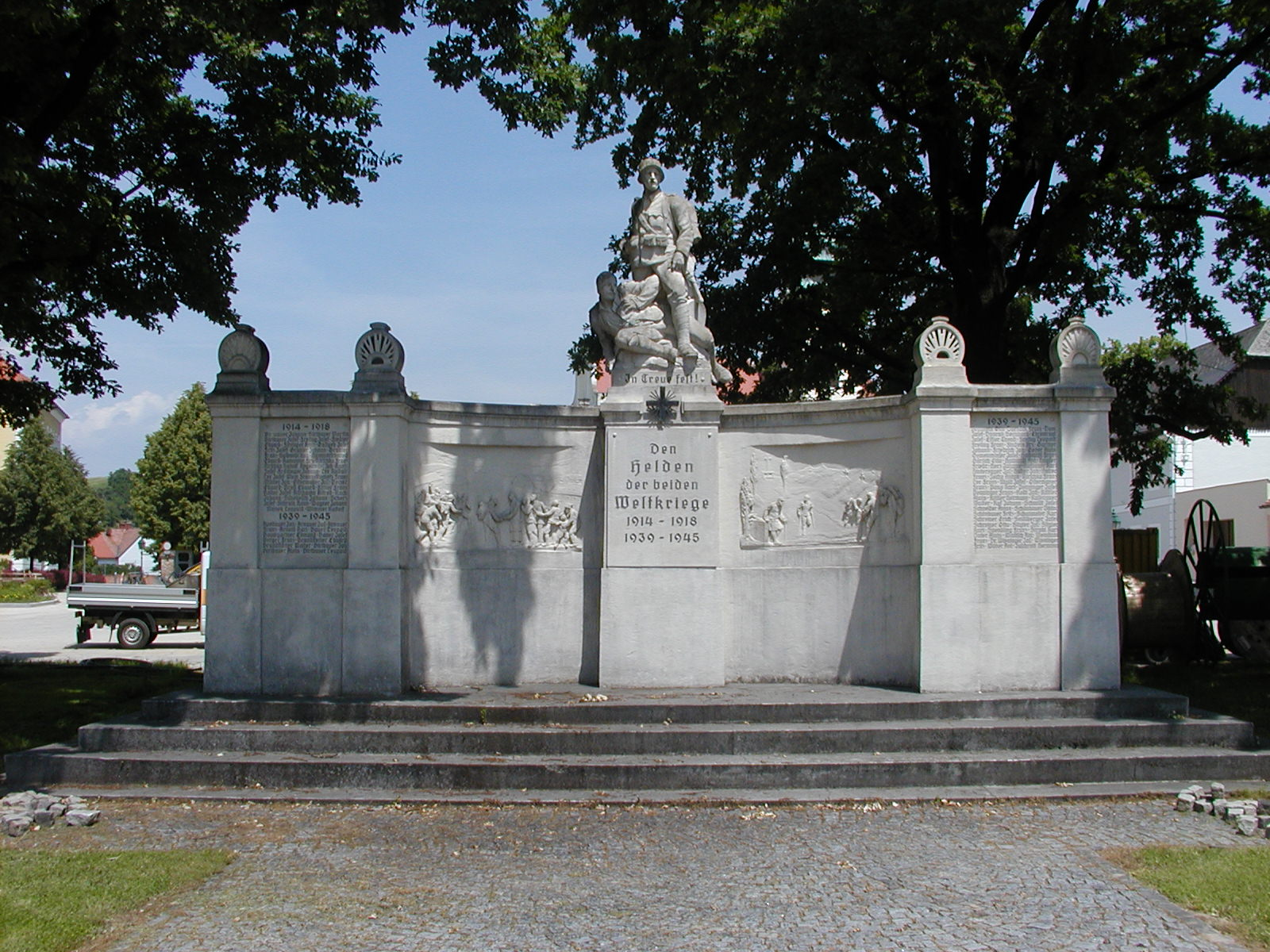
Hauptplatz Sitzendorf Kriegerdenkmal

An der Stelle, an der sich das Kriegerdenkmal befindet, entsprang eine Quelle neben der sich eine Statue des Johannes Nepomuk befand. Der Verlauf des entsprungenen Gewässers und der Standort der Statue ist im Franziszeischen Kataster von 1823 noch zu erkennen.
Im Jahre 1919 wurde der Beschluss gefasst, an dieser Stelle ein Kriegerdenkmal zu errichten. Dieser Beschluss gelangte im Jahre 1922 zur Umsetzung, nachdem die Statue des Johannes Nepomuk an den westlichen Ortsrand versetzt worden war.
Die von Pfeilern unterteilte geschwungene Schauwand wird von einer Aufsatzgruppe „Verwundeter Kamerad“ bekrönt. Nach Ende des Zweiten Weltkrieges wurde das Denkmal adaptiert. Zwischen den Namen der Gefallenen der beiden Weltkriege sind Reliefs mit Szenen vom Beginn und Ende des Krieges („Abschied“ und „Gedenken der Toten“) angebracht.

### Gebäude abseits des Hauptplatzes

#### Herrschaftskeller

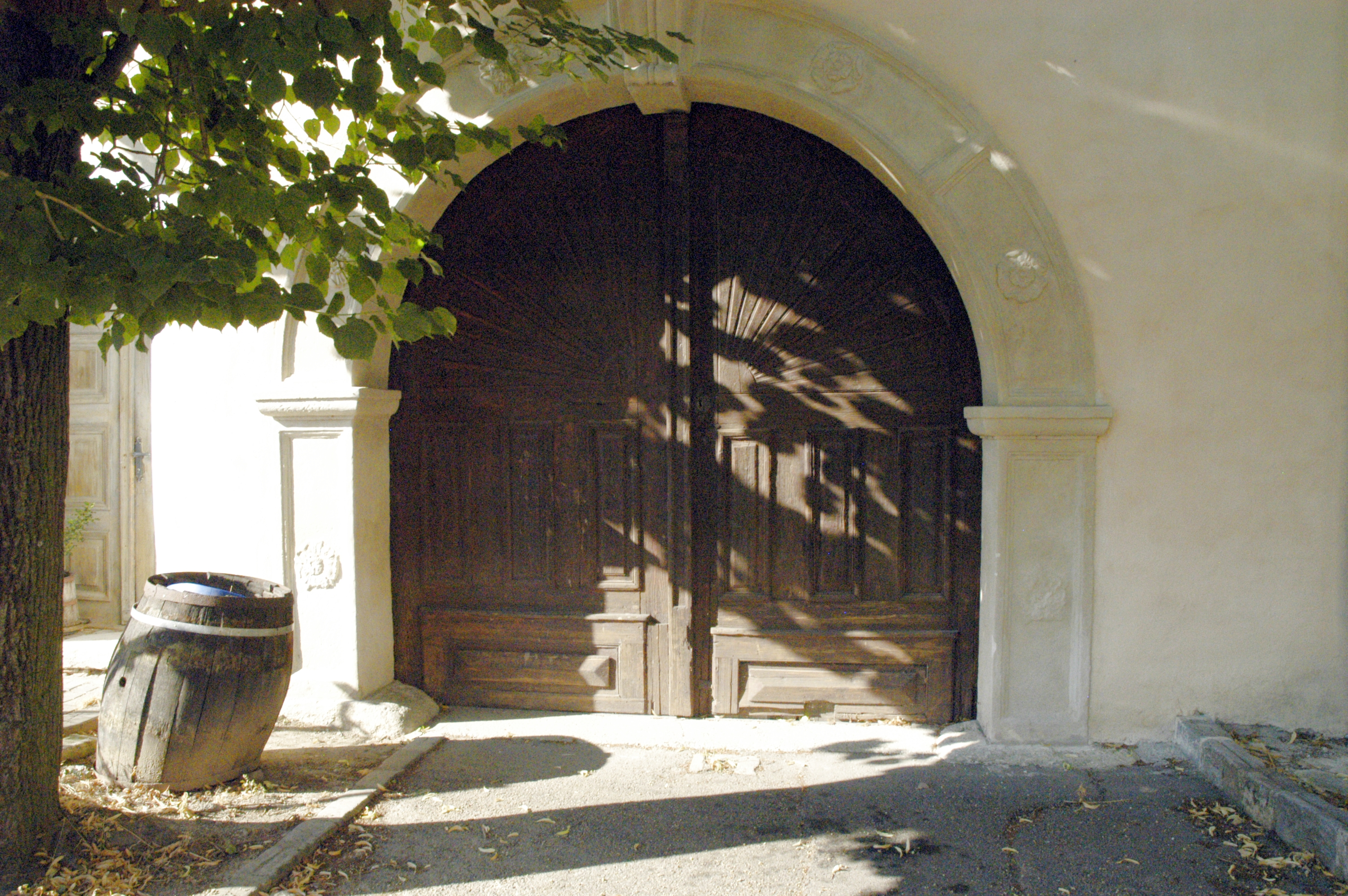
Portal des herrschaftlichen Presshauses

Das herrschaftliche Presshaus wurde im letzten Viertel des 16. Jahrhunderts östlich im Anschluss an die damals noch miteinander verbundenen Gebäude Hauptplatz 2 und 3 von den Roggendorfern erbaut. An der siebenachsigen schmucklosen Straßenfront befindet sich in der Mitte ein Durchfahrtsportal mit rundbogigem Steingewände und volutenförmigem Schlussstein aus der Bauzeit. Die kassettierten Steine des Gewändes sind mit Lutherrosen verziert, ein Hinweis auf die Glaubensrichtung des Bauherrn. Der zweigeschoßige Rechteckbau wird von einem Walmdach gedeckt. Das Gebäude ist in Privatbesitz und wird im Obergeschoß seit dem Anfang des 21. Jahrhunderts auch zu Wohnzwecken genutzt.
Das Gebäude steht gemäß Bescheid des Bundesdenkmalamtes unter Denkmalschutz (Listeneintrag).
Im Osten anschließend befindet sich der gleichzeitig angelegte Weinkeller, der heute zwischen zwei Eigentümern geteilt ist. Die ausgedehnte Kelleranlage schließen weit gespannte Tonnen mit einschneidenden spitzen Stichkappen und Kreuzgratgewölbe im Bereich einer dreijochigen zweischiffigen Halle ab. Die Gewölbe sind aus Ziegeln geformt.

#### Wohnhaus, ehemals evangelischer Pfarrhof
Die siebenachsige Zwerchhofanlage steht am Beginn des Patergrabens östlich neben dem katholischen Pfarrhof. An der Fassade der Straßenfront ist eine im Jahre 1986 aus dem Hof des Hauses übertragene Inschriftentafel  mit dem Wappen des Bauherrn aus dem Jahre 1562 sowie ein Wappenrelief aus dem letzten Drittel des 16. Jahrhunderts angebracht.

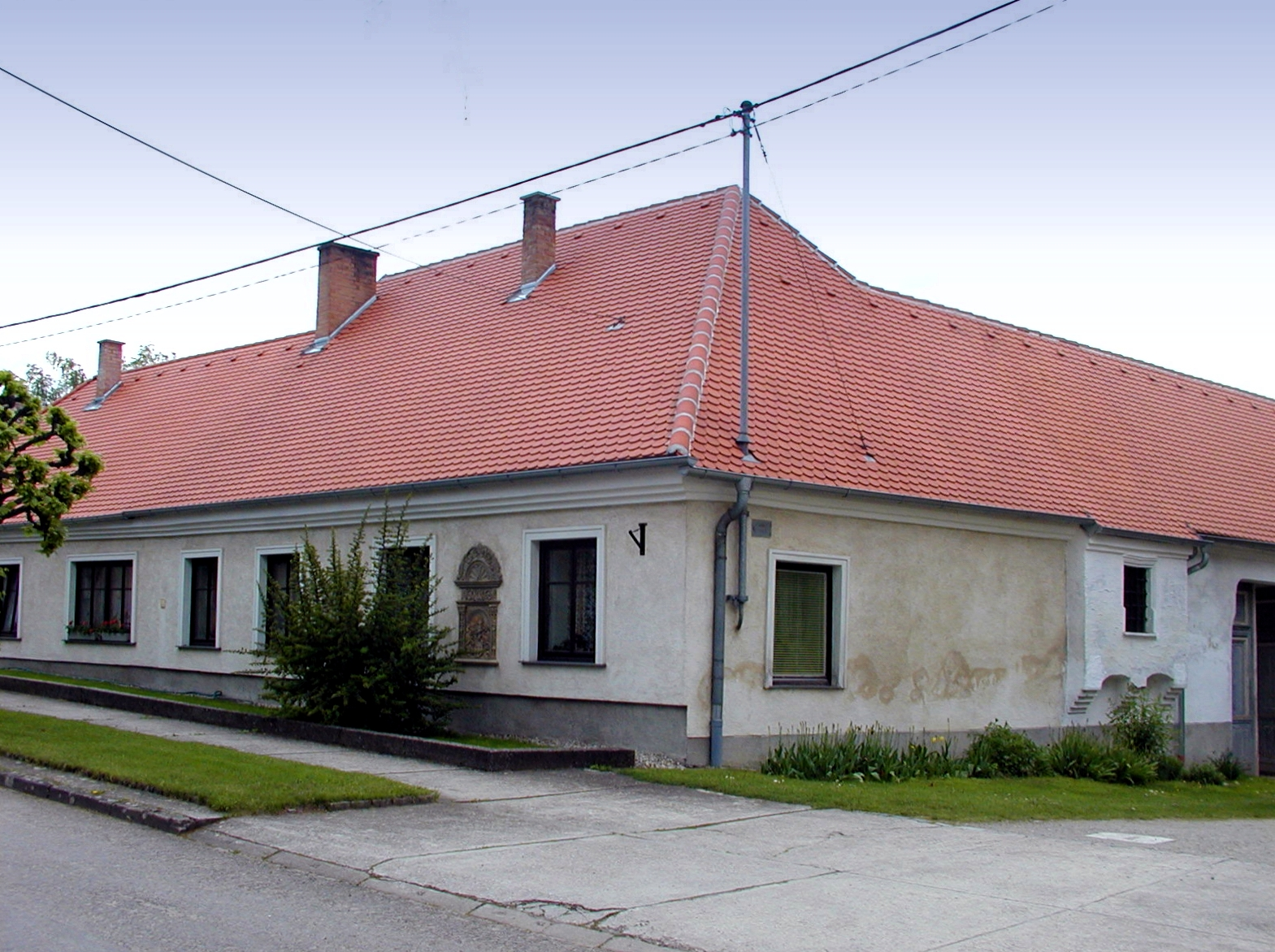
Ehemaliger evang. Pfarrhof

Die Geschichte dieses Hauses ist eng mit der Pfarrgeschichte des Ortes verbunden. Im Jahre 1553 wurde Haimeran Hueber (auch Haimram Huber) aus Baumburg als Pfarrer in Sitzendorf installiert, er konvertierte jedoch 1562 zum Protestantismus, heiratete und baute mit Geldern aus dem Kirchenvermögen dieses Haus.
An der Ostseite des Gebäudes befindet sich ein auf getreppten Konsolen ruhender Flacherker aus der Bauzeit. Stichkappentonnen mit tief einschneidenden spitzen Kappen bilden den Abschluss des Kellers unter dem straßenseitigen Wohntrakt. Im Obergeschoß dieses Traktes ist eine Holzbalkendecke mit floralen Motiven aus der Bauzeit erhalten.
Hinter dem Wohnhaus schließen Wirtschaftstrakte an. Unter einem dieser Wirtschaftsgebäude befindet sich ein Weinkeller, der von einer leicht spitzbogigen Tonne abgeschlossen wird. Den Abschluss der Hofanlage bilden ein Stadl aus der Zeit um das Jahr 1900 und eine im Jahre 1979 erbaute Halle.
Das Gebäude steht gemäß Bescheid des Bundesdenkmalamtes unter Denkmalschutz (Listeneintrag).